# Storia dell'Alfa Romeo

Il marchio dell'Alfa Romeo in uso dal 2015

La storia dell'Alfa Romeo, casa automobilistica italiana nota per la produzione di autovetture di carattere sportivo, iniziò il 24 giugno 1910 con la fondazione a Milano dell'ALFA (acronimo di "Anonima Lombarda Fabbrica Automobili"). Nel 1918 l'azienda cambiò nome in "Alfa Romeo" in seguito all'acquisizione del controllo della società da parte di Nicola Romeo.
Nel 1933 la proprietà dell'Alfa Romeo passò, attraverso l'IRI, allo Stato italiano a causa del forte indebitamento che la società aveva contratto con le banche a partire dal decennio precedente. L'Alfa Romeo continuò a produrre vetture in modo semi artigianale fino all'inizio degli anni cinquanta, quando si trasformò in un'industria automobilistica vera e propria grazie all'introduzione della catena di montaggio nei reparti produttivi. A partire da questo decennio l'Alfa Romeo conobbe una fase di crescente successo che raggiunse il suo culmine negli anni sessanta. Negli anni settanta ci fu invece un'inversione di tendenza che causò una profonda crisi. I conti in rosso portarono poi lo Stato italiano, nel 1986, a vendere la casa automobilistica al gruppo Fiat. Il rilancio dell'Alfa Romeo avvenne nella seconda parte degli anni novanta. Nel 2014 il marchio è entrato a far parte della galassia di brand controllati da Fiat Chrysler Automobiles e dal 2021 dalla società Stellantis.

## L'ALFA
Le origini dell'Alfa Romeo hanno ascendenze francesi e napoletane. La genesi del marchio è infatti collegata alla fondazione della Società Italiana Automobili Darracq, che fu aperta a Napoli il 6 aprile 1906. L'avventura imprenditoriale si rivelò però subito irta di difficoltà soprattutto a causa dell'elevata lontananza di Napoli dalla Francia. Per questo motivo, già alla fine del 1906, la società fu trasferita a Milano con la costruzione di uno stabilimento in zona Portello. Il primo insediamento industriale che fu all'origine dell'Alfa Romeo, e che rimase attivo fino al 1986, fu edificato su un vasto piazzale confinante con le aree che avevano ospitato l'Expo 1906. Le difficoltà però continuarono e le vendite si dimostrarono insufficienti a garantire la sopravvivenza dell'attività produttiva. A causa di questi problemi, già alla fine del 1909 la società fu posta in liquidazione e fu poi rilevata da alcuni imprenditori lombardi, che la acquistarono nel 1910 insieme a Ugo Stella, che partecipò alla transazione.

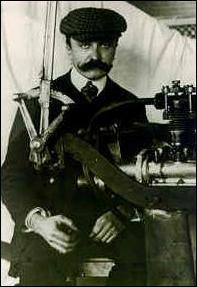
Giuseppe Merosi

Il cambio di proprietà ebbe luogo il 24 giugno 1910, nell'occasione del quale l'azienda mutò il nome in ALFA (acronimo di "Anonima Lombarda Fabbrica Automobili"). Il nome scelto richiamava la prima lettera dell'alfabeto greco, volendo sottolineare l'inizio di una nuova avventura industriale.

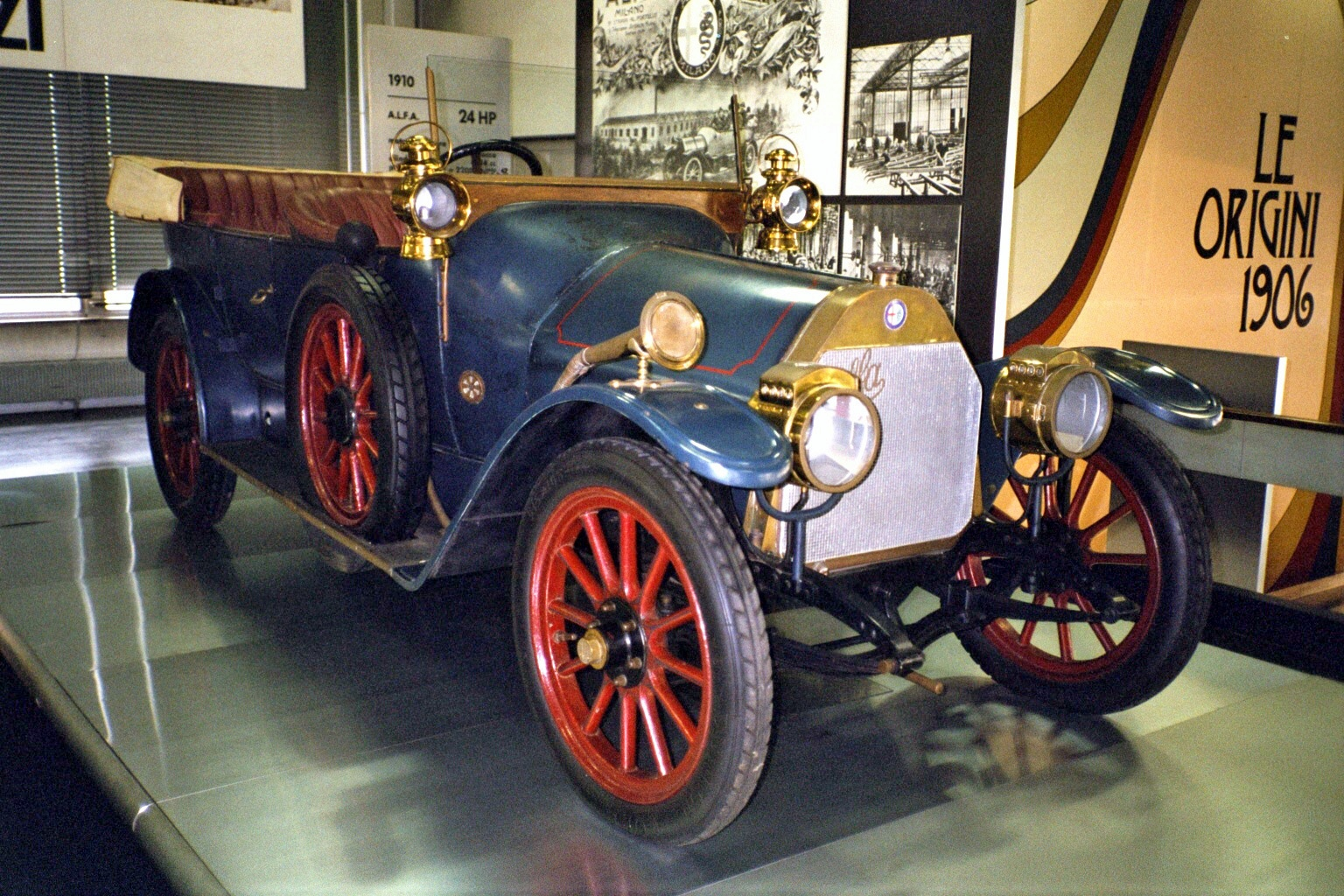
Un'ALFA 24 HP del 1910 carrozzata da Castagna Milano

A questo punto la nuova dirigenza riconobbe l'esigenza di rivedere completamente i propri modelli adattandoli alle esigenze del mercato italiano e quindi decise di assumere Giuseppe Merosi, un progettista piacentino con all'attivo diverse esperienze nella nascente industria automobilistica italiana. A Merosi, che divenne perciò il primo responsabile tecnico della neonata casa automobilistica, fu affidato il compito di progettare un modello di autovettura totalmente nuovo. Nell'occasione venne anche disegnato il primo logo dell'azienda. Abbozzato da Merosi stesso, il marchio ricordava i legami dell'ALFA con la città di origine: da un lato il serpente visconteo (il "biscione"), dall'altro la croce rossa in campo bianco, simbolo medioevale di Milano. Attorno ai due emblemi erano presenti le diciture "ALFA" e "MILANO" divise da due nodi sabaudi in onore alla Casa regnante italiana.
Il nuovo modello fu lanciato già nello stesso anno in cui venne effettuato il cambio di proprietà. Progettata da Merosi, l'ALFA 24 HP, questo il suo nome, possedeva un motore in linea a quattro cilindri e valvole laterali da 4.084 cm³ di cilindrata che erogava 42 CV di potenza (i 24 HP nel nome del modello si riferivano invece alla potenza fiscale). La 24 HP venne progettata considerando i difetti dei modelli Darracq, e pertanto fu dotata di una struttura molto robusta e di un motore potente che permetteva alla vettura di raggiungere la ragguardevole velocità (per l'epoca) di 100 km/h. Il modello garantì l'affidabilità grazie ai collaudi preliminari che furono effettuati prima del lancio per volere di Giuseppe Merosi, e quindi le vendite dell'ALFA cominciarono gradualmente a crescere. La 24 HP era però commercializzata con telaio "nudo", cioè privo della carrozzeria; all'epoca, infatti, era comune vendere i modelli prodotti senza il corpo vettura, così da dare agli acquirenti la possibilità di completarli secondo i propri gusti personali portandoli dal carrozziere di fiducia.
Dalla 24 HP fu derivato il primo modello di autocarro costruito dall'Alfa Romeo. Realizzato nel 1914, fu ottenuto tramite una sostanziale modifica della struttura della vettura. Questo autocarro inaugurò una tradizione che segnò la casa del Biscione per decenni. L'Alfa Romeo ha infatti prodotto veicoli commerciali fino al 1988 ed è stata, dopo la FIAT, l'azienda italiana che ha costruito questa tipologia di mezzi di trasporto per più tempo.
La 24 HP ebbe successo e quindi, nello stesso anno, fu lanciata una vettura più piccola, la 12 HP, che era dotata di un motore in linea a quattro cilindri da 2.413 cm³ e 22 CV. Sia il propulsore sia il telaio della 12 HP derivavano da quelli della 24 HP. Nel 1911 la 12 HP fu aggiornata con l'installazione di una versione potenziata del motore, che ora erogava 24 CV; per tale motivo, il modello mutò nome in 15 HP, dato che cambiarono anche i cavalli fiscali nonostante la cilindrata fosse rimasta la stessa. La 15 HP nel 1914 subì un aggiornamento analogo a quello che aveva portato alla sua nascita. Questi mutamenti coinvolsero infatti principalmente il motore: la cilindrata fu mantenuta inalterata a fronte di un aumento della potenza erogata, che crebbe fino a 28 CV. Da queste modifiche nacque la 15-20 HP. L'anno precedente (1913) era stato invece lanciato il modello successore della 24 HP, la 40-60 HP. Questa nuova vettura rappresentava sostanzialmente il frutto dello sviluppo del modello precedente e segnò un punto di svolta per la progettazione delle autovetture della casa automobilistica, grazie all'elevato livello ingegneristico della sua meccanica. Il nuovo modello aveva montato un motore a sei cilindri da 6.082 cm³ e 70 CV che si differenziava dai propulsori precedenti per la presenza di valvole in testa in luogo di quelle in posizione laterale.

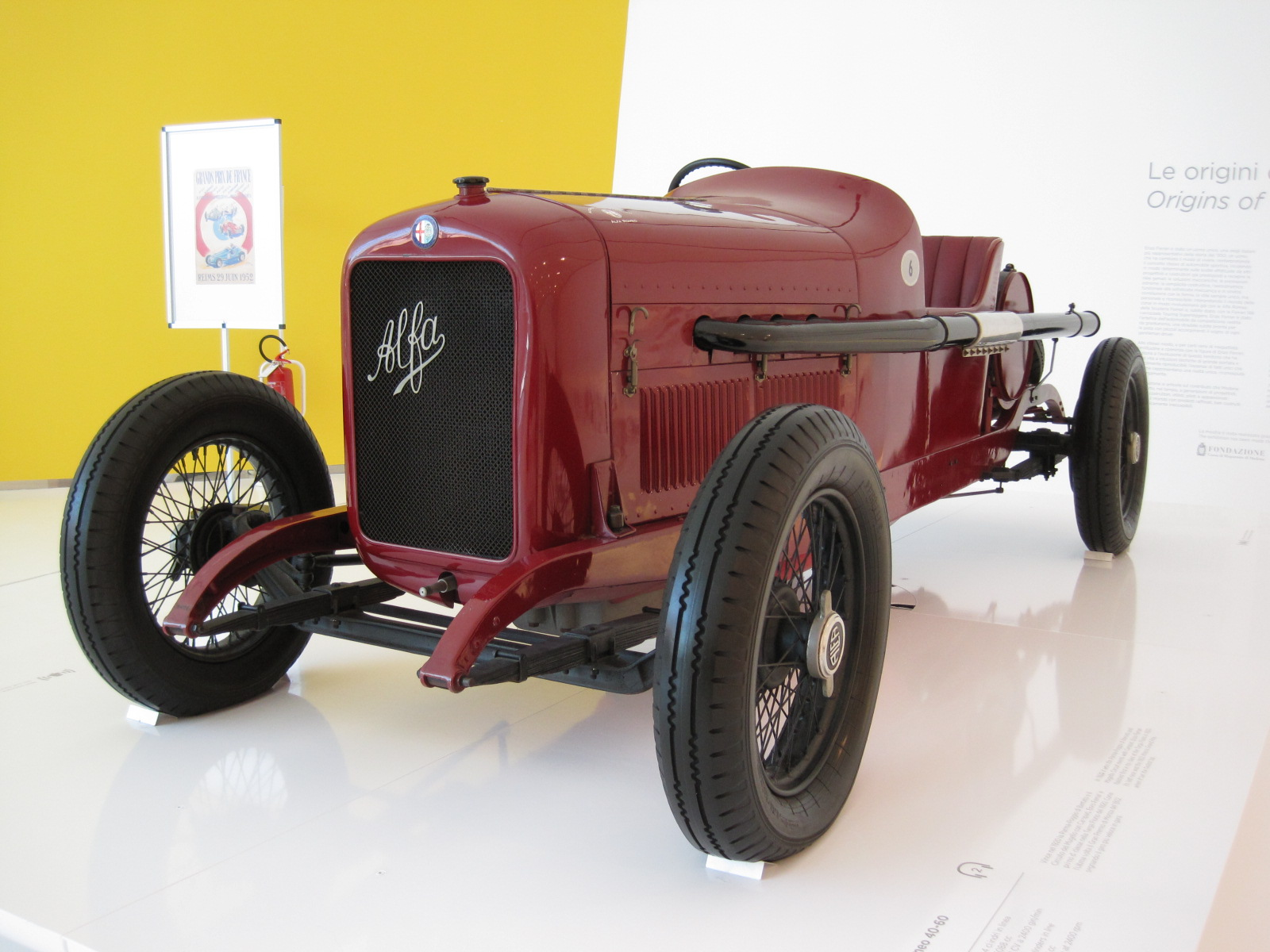
Un'ALFA 40-60 HP da competizione

Nel 1911 l'ALFA debuttò, con la 24 HP, nelle competizioni automobilistiche. Per tentare di conquistare nuovi acquirenti, la dirigenza dell'ALFA stava pensando al lancio di una nuova vettura che avrebbe dovuto essere caratterizzata da un livello di allestimento più lussuoso e da un prezzo più alto, perlomeno rispetto agli standard dei modelli precedenti. L'idea fu però presto accantonata per i rischi connessi, che erano collegati a una possibile risposta negativa da parte del mercato e al pericolo di perdere i clienti già acquisiti, abituati alle peculiarità delle precedenti vetture dell'ALFA: non si poteva quindi prevedere la loro reazione nei confronti di una tipologia di vetture completamente nuova. Fu pertanto deciso di preparare un modello da corsa, che con i suoi eventuali successi avrebbe potuto attrarre nuovi acquirenti. Merosi fu pertanto incaricato di trasformare due esemplari di 24 HP in vetture adatte alle corse. L'obiettivo venne raggiunto grazie all'alleggerimento dei due veicoli che fu ottenuto, ad esempio, con l'eliminazione della carrozzeria; inoltre venne accorciato il passo e furono sostituiti gli assali. Questi esemplari furono iscritti alla Targa Florio del 1911, ma senza successo; i risultati deludenti furono poi ripetuti anche l'anno seguente. Il successo nelle gare arrivò però nel 1913 grazie a una versione da competizione della 40-60 HP. Il modello vinse la Parma-Poggio di Berceto classificandosi primo nella propria classe e secondo nella graduatoria assoluta.
La vittoria della 40-60 HP diede all'ALFA l'impulso a continuare la partecipazione alle competizioni e ciò si tradusse nella progettazione di un modello da gara adatto a partecipare ai Gran Premi di automobilismo, che riscuotevano maggior interesse da parte del pubblico rispetto alle gare di resistenza. Nel 1914 Giuseppe Merosi fu pertanto incaricato di progettare un modello utile allo scopo, impiegando però come base della progettazione nuovamente una vettura esistente, dato che la realizzazione da zero di un nuovo modello avrebbe assorbito troppe risorse finanziarie. Nel 1914 nacque così l'ALFA Grand Prix, che derivava dalla 40-60 HP e che fu la prima auto progettata dalla casa del Biscione a essere destinata esclusivamente alle competizioni. Il modello era caratterizzato da innovazioni riguardanti la tecnologia del motore: aveva infatti una distribuzione a doppio albero a camme in testa e possedeva una duplice accensione per cilindro. L'unità motrice fu il primo motore della casa del Biscione ad avere queste caratteristiche e fu pertanto l'antesignano del propulsore bialbero Alfa Romeo e del sistema di accensione Twin Spark, che furono prodotti qualche decennio dopo. A causa dello scoppio della prima guerra mondiale, a cui inizialmente l'Italia non prese parte, l'organizzazione delle competizioni internazionali fu sospesa e quindi l'ALFA Grand Prix ebbe un'attività agonistica piuttosto breve.

## La nascita del marchio Alfa Romeo

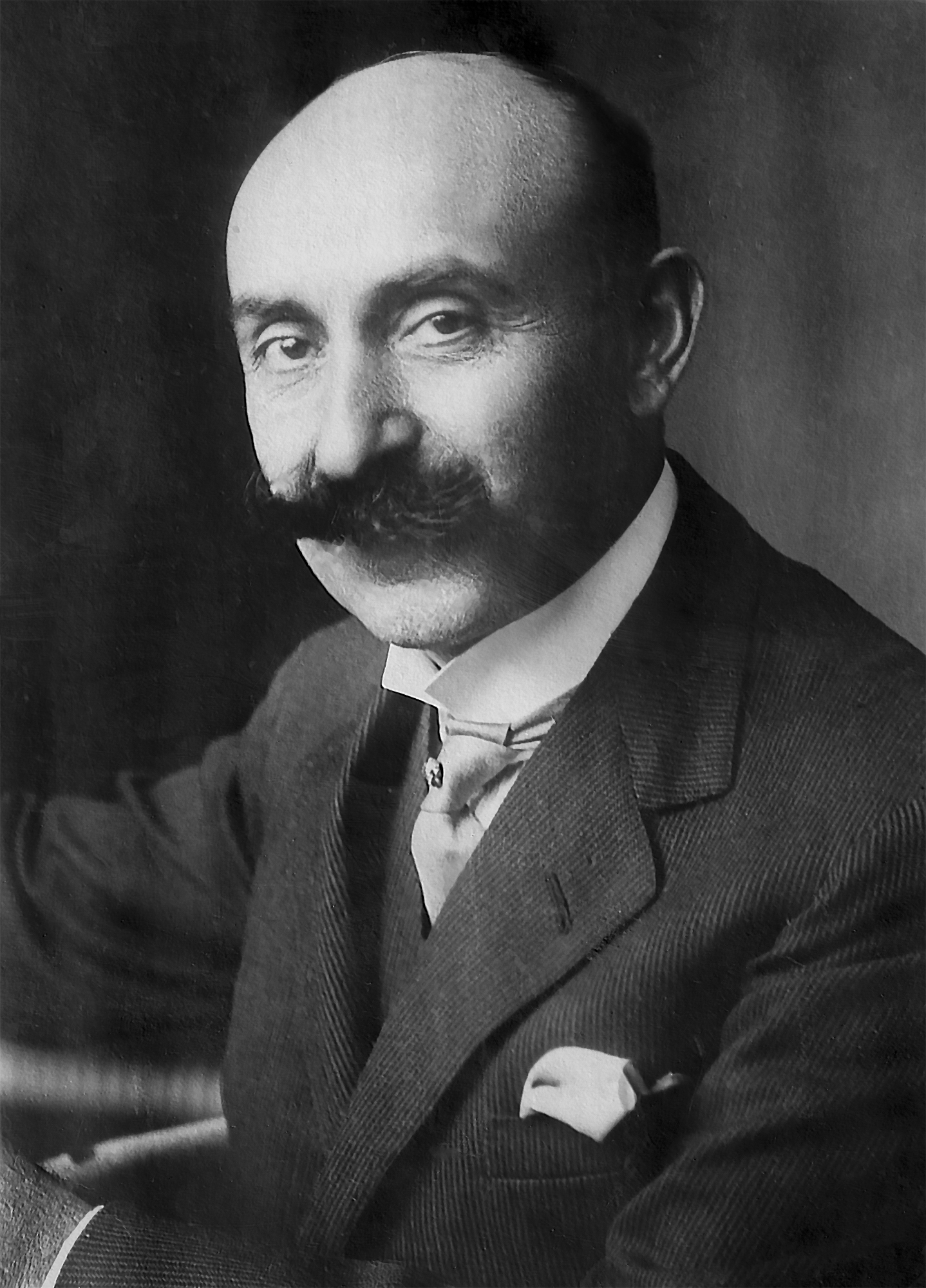
Nicola Romeo

Prima dell'entrata in guerra dell'Italia, le vendite dell'ALFA aumentarono gradualmente, passando dagli 80 esemplari del 1911 ai 150 del 1912, ai 200 del 1913, ai 272 del 1914 per poi calare ai 207 del 1915. Con lo scoppio del conflitto (1914), la casa automobilistica milanese entrò infatti in crisi per la stagnazione del mercato interno dell'auto e per l'interruzione delle esportazioni. L'ALFA, difatti, stava in quegli anni allargando i propri orizzonti commerciali puntando anche ai mercati esteri. La situazione precipitò con l'entrata in guerra dell'Italia (1915). L'apparato produttivo nazionale convertì le proprie attività industriali per soddisfare la richiesta di forniture belliche e ciò mise l'ALFA in una situazione di difficoltà: i proprietari della casa automobilistica milanese non possedevano le risorse finanziarie per convertire gli impianti a tale scopo. Fu comunque fatto un tentativo, da parte di Merosi, di modificare il motore della 15-20 HP in un generatore adatto al Regio Esercito, ma senza successo. Per evitare di trovarsi in una situazione in cui la fabbrica non avrebbe prodotto più utili, la proprietà decise pertanto di vendere l'ALFA alla Banca Italiana di Sconto.
L'istituto di credito individuò in Nicola Romeo, un ingegnere meccanico di Sant'Antimo, il potenziale acquirente che avrebbe potuto gestire e, in seguito, acquistare l'ALFA. In precedenza Romeo, dopo aver avuto alcune esperienze all'estero, aveva fondato nel 1911 a Milano la "Società in accomandita semplice Ing. Nicola Romeo e Co." per la produzione di macchinari destinati alle attività estrattive. Dopo lo scoppio della guerra, l'imprenditore napoletano decise di entrare nel business delle commesse militari ottenendo nel luglio del 1915 un rilevante ordinativo per il Regio Esercito, che prevedeva la produzione di munizioni. Dato che la sua società non possedeva le risorse per soddisfare questo ordine, Nicola Romeo decise di rilevare l'ALFA entrando nel capitale societario con l'acquisto di alcune azioni. Il 4 agosto 1915 Nicola Romeo fu nominato direttore dello stabilimento del Portello e nel giro di due anni il gruppo industriale capitanato dall'ingegnere di Sant'Antimo riuscì ad acquisire il controllo della società; nell'occasione, l'ALFA cambiò denominazione in "Società Anonima Italiana Ing. Nicola Romeo". Essa si concentrò quindi nella fabbricazione di munizioni (proiettili da 75 mm caricati su cannoni 75 Krupp e Déport e proiettili di calibro 149 caricati su cannoni 149/35), lanciafiamme, gruppi elettrogeni (utilizzanti il motore della 15-20 HP e montati su carri appositi forniti dalla carrozzeria Bollani),  motori aeronautici su licenza Isotta-Fraschini e attrezzature da miniera, che erano fondamentali nelle trincee del fronte italiano, interrompendo temporaneamente la produzione di autovetture. Le attrezzature da miniera erano mosse da compressori d'aria, ufficialmente denominati Motocompressore Tipo C (Cadottato) ma conosciuti come “Il Piccolo Italiano”, che furono progettati da Merosi e che erano azionati dai motori già montati sulla 15 HP e sulla 24 HP. In questo contesto, a causa del rapporto conflittuale che esisteva tra Merosi e Romeo il progettista piacentino fu inviato nel Sud Italia a guidare uno stabilimento di proprietà dell'ingegnere di Sant'Antimo.
Terminata la guerra, le commesse militari si esaurirono e Romeo decise di riconvertire le attività dell'azienda nella produzione di autovetture a uso civile. Questo processo fu facilitato dalle giacenze in magazzino di componenti di vetture che erano stati realizzati prima del conflitto e dai cospicui fondi accantonati da Romeo grazie alle forniture militari. Parallelamente si importarono motori a olio pesante Bolinder per imbarcazioni da pesca.. Romeo, che era a conoscenza del valore del marchio ALFA nella commercializzazione di modelli di autovettura, decise di cambiare il nome della società in "Alfa Romeo". L'atto ufficiale della nascita dell'Alfa Romeo è datato 3 febbraio 1918 e venne firmato dal notaio Federico Guasti di Milano. Nello stesso anno Merosi tornò in azienda in seguito all'appianamento dei conflitti con Romeo. Ciò fu ottenuto anche grazie alla revisione del contratto che legava Merosi alla casa automobilistica del Portello, includendo un pagamento straordinario in funzione del numero di vetture vendute.
La liquidità finanziaria era stata anche precedentemente impiegata, dal gruppo di Romeo, per l'acquisto di altre società meccaniche: le Costruzioni Meccaniche di Saronno, le Officine Ferroviarie Meridionali di Napoli e le Officine Ferroviarie Romane. Con esse Romeo costruì materiale rotabile fino al 1925. Romeo però non possedeva la maggioranza azionaria delle aziende del suo gruppo: ulteriori soci erano infatti la Banca Italiana di Sconto e altri finanzieri. Nonostante non possedesse la maggioranza, Romeo riusciva però ad avere il controllo assoluto delle aziende da lui guidate. Dal 1918 al 1921 la società guidata da Romeo produsse un modello di trattore agricolo su licenza dell'International Harvester, il Romeo. Il Romeo ebbe uno scarso successo commerciale, soprattutto sulla scorta delle sue caratteristiche tecniche, che erano obsolete già da qualche anno. Un esemplare di Romeo è conservato al museo storico Alfa Romeo di Arese. Questo fu l'unico modello di trattore agricolo commercializzato dalla casa del Portello.

## Il primo dopoguerra e gli anni venti

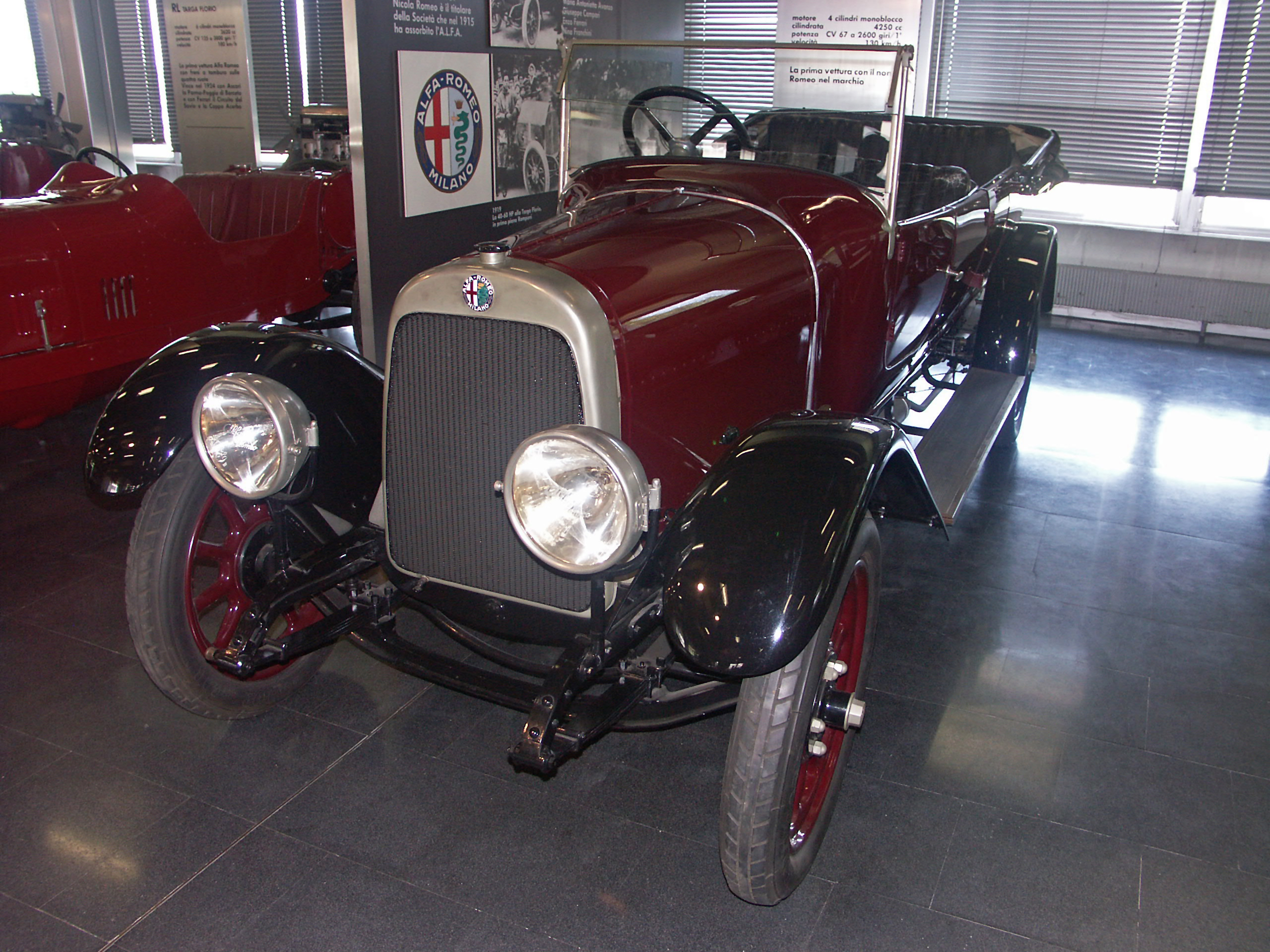
Un'Alfa Romeo 20-30 HP

Il primo modello di autovettura prodotto dopo la fine della prima guerra mondiale grazie alle giacenze di magazzino fu la prebellica 15/20 HP, la cui commercializzazione ricominciò nel 1919. Per vedere la ripresa della normale produzione di autovetture fu necessario però aspettare il 1920, quando venne lanciata l'Alfa Romeo 20-30 HP, che fu pertanto il primo modello da strada a essere commercializzato con la nuova denominazione della società. Il marchio Alfa Romeo aveva già debuttato il 23 novembre 1919 su una versione da competizione della 40-60 HP, che partecipò alla Targa Florio.

Nel 1921 fu lanciato un nuovo modello progettato da Merosi, la G1. La 40-60 HP era diventata infatti obsoleta e quindi l'offerta dell'Alfa Romeo necessitava di un modello d'alto livello completamente nuovo. La G1, per le sue dimensioni imponenti, era la più grande Alfa Romeo mai costruita fino ad allora. Il modello, però, non aveva mercato in Italia anche a causa dell'imposizione fiscale elevata che, essendo calcolata in funzione della cilindrata, penalizzava i modelli con motore di grande cubatura. I 50 costosi esemplari prodotti furono pertanto venduti tutti in Australia.

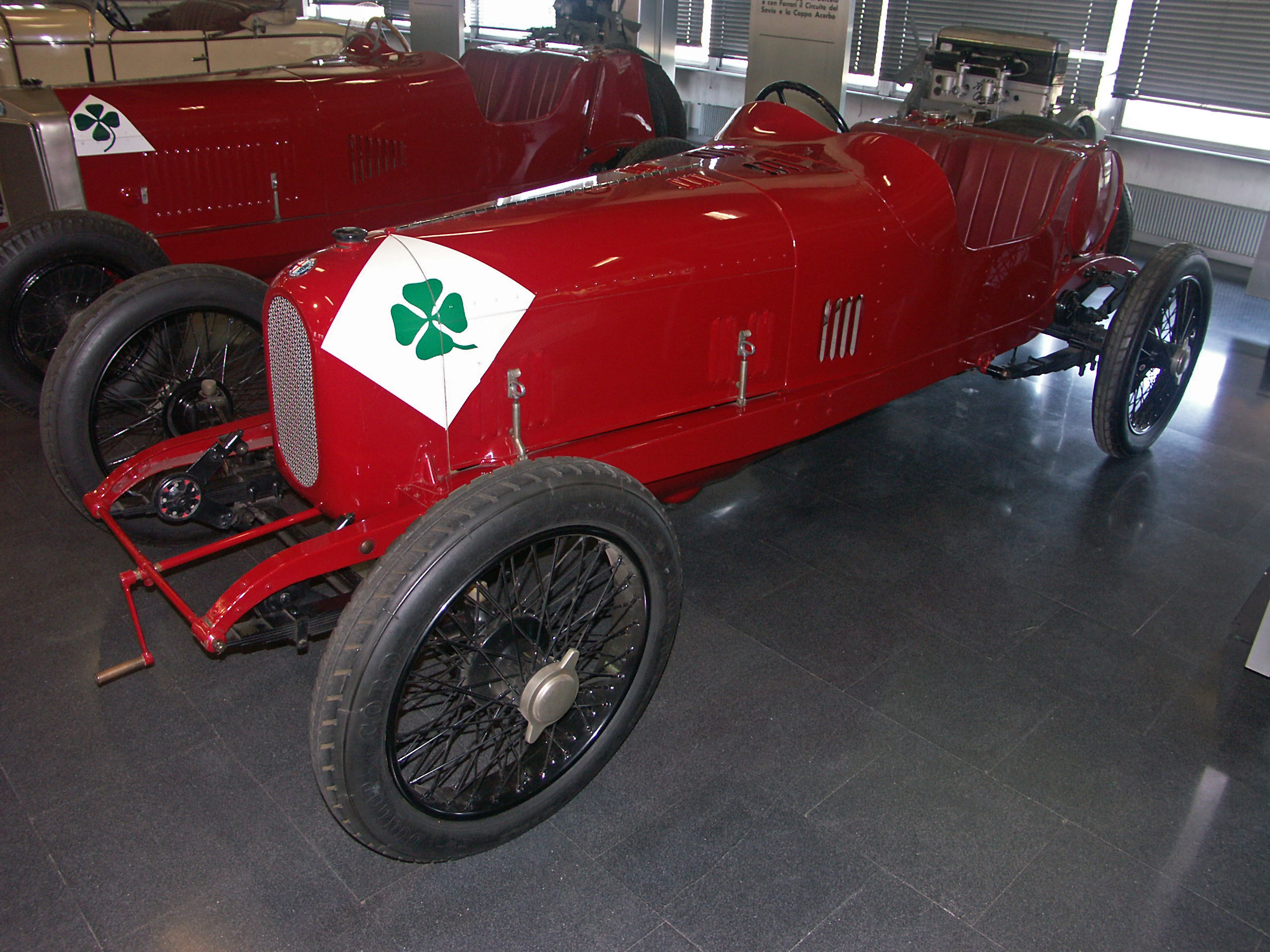
L'Alfa Romeo RL Targa Florio di Ugo Sivocci

Gli affari peggiorarono a causa delle basse vendite. I motivi di questo scarso successo risiedevano nell'assenza quasi totale di una rete di concessionari e nella disorganizzazione societaria che era originata dalla gestione di Romeo che, di conseguenza, iniziò a indebitarsi con le banche. Gli affari non migliorarono neppure con il lancio di una nuova vettura che era dotata di un motore a sei cilindri progettato da Merosi, la RL. Il nuovo modello venne accolto tiepidamente dal mercato proprio a causa del motore, caratterizzato da una potenza relativamente bassa. Comunque, la RL fu lanciata sui mercati per completare la gamma con un modello da strada la cui versione da competizione avrebbe dovuto soddisfare i nuovi regolamenti dei Gran Premi, che prevedevano una riduzione della cilindrata massima delle vetture partecipanti. La RL fu però importante per la storia della casa del Biscione: su un esemplare della versione da competizione esordì infatti il simbolo del quadrifoglio Alfa Romeo che, da allora, sarebbe comparso in tutte le attività competitive della casa milanese e sulle versioni più sportive delle sue vetture. Il quadrifoglio fu dipinto dal pilota Ugo Sivocci sulla propria vettura in occasione della Targa Florio del 1923 per motivi scaramantici, dato che il modello era iscritta alla competizione con il numero 13; con questo simbolo il pilota salernitano conquistò la prima vittoria in carriera. L'affermazione fu anche la prima dell'Alfa Romeo nella celebre competizione siciliana. Negli anni venti l'Alfa Romeo ampliò con successo l'attività sportiva grazie a piloti del calibro di Antonio Ascari, Giuseppe Campari, Enzo Ferrari e lo stesso Sivocci. Grazie alle vittorie sportive l'Alfa Romeo raggiunse una fama di livello internazionale.

Vittorio Jano e un'Alfa Romeo P2

In ambito finanziario, la situazione dell'Alfa Romeo peggiorò con il fallimento nel 1921 della Banca Italiana di Sconto. Questo avvenimento fu cagionato dall'eccessivo indebitamento contratto dalle aziende, che erano infatti in difficoltà per le complicazioni dovute alla riconversione postbellica. L'istituto bancario fallito fu rilevato dalla Banca d'Italia attraverso la Banca Nazionale di Credito e quindi una parte dei debiti delle aziende interessate fu sostanzialmente gestita dallo Stato italiano. Di conseguenza queste società furono controllate di fatto dallo Stato italiano anche dal punto di vista amministrativo e l'Alfa Romeo non fece eccezione. Nel 1922 prese il potere Benito Mussolini; il capo del fascismo decise di operare un taglio della spesa pubblica e quindi la Banca Nazionale di Credito non fu più in grado di elargire la cospicua liquidità che era stata fornita fino ad allora. Non avendo più accesso al credito con relativa facilità, la situazione dell'Alfa Romeo peggiorò quindi notevolmente e venne ventilata l'ipotesi di chiusura. Però nei confronti della casa automobilistica milanese, Mussolini non era così perplesso come per le altre realtà industriali in crisi. Secondo il Duce, infatti, le vittorie dell'Alfa Romeo nelle competizioni automobilistiche davano al marchio, e quindi di riflesso anche all'Italia, un certo prestigio. Mussolini decise pertanto di salvare l'Alfa Romeo dalla chiusura. Però, con le vendite che continuavano a languire, nel 1925 la Banca Nazionale di Credito fece valere il suo peso ed estromise dall'azienda Romeo, sostituendolo con Pasquale Gallo.
L'appannamento del marchio Alfa Romeo causato dalla scarso successo commerciale dei modelli da strada fu mitigato dai successi nelle competizioni, e in particolare dal trionfo dell'Alfa Romeo P2 nel primo campionato del mondo di automobilismo organizzato nella storia (1925), che venne conquistato grazie alle vittorie di Antonio Ascari e Gastone Brilli-Peri. I due sconfissero i piloti delle case automobilistiche che dominavano i Gran Premi dell'epoca e che erano pertanto favorite per il titolo (Bugatti, Fiat, Delage, Sunbeam e Miller). Per celebrare la vittoria, sul bordo dello stemma della casa automobilistica milanese venne aggiunta una corona d'alloro. La P2 fu la prima Alfa Romeo progettata da Vittorio Jano, che nel frattempo aveva sostituito Merosi alla guida tecnica della società; quest'ultimo, infatti, aveva lasciato l'Alfa Romeo a causa di contrasti con Gallo. In particolare, la scelta di sostituire Merosi con Jano fu presa il giorno successivo alla morte di Sivocci su una P1 durante alcuni collaudi. La proprietà individuò nel direttore tecnico piacentino il principale responsabile della tragedia, e quindi decise di sostituirlo. La scelta del successore cadde poi su Jano, che all'epoca lavorava in Fiat. Essendo però evidente l'affinità tra il modello Alfa Romeo campione del mondo e la Fiat 805, Giovanni Agnelli si convinse che Jano avesse utilizzato come base per la P2 alcuni disegni provenienti dalla Fiat e quindi si rivolse alle autorità competenti. Le successive indagini scagionarono Jano: le due vetture, nonostante la somiglianza estetica, erano infatti meccanicamente molto differenti. Con Jano per l'Alfa Romeo iniziò un periodo di grandi successi sportivi e di avanzamenti tecnologici che avrebbero in seguito portato al rilancio dell'azienda.

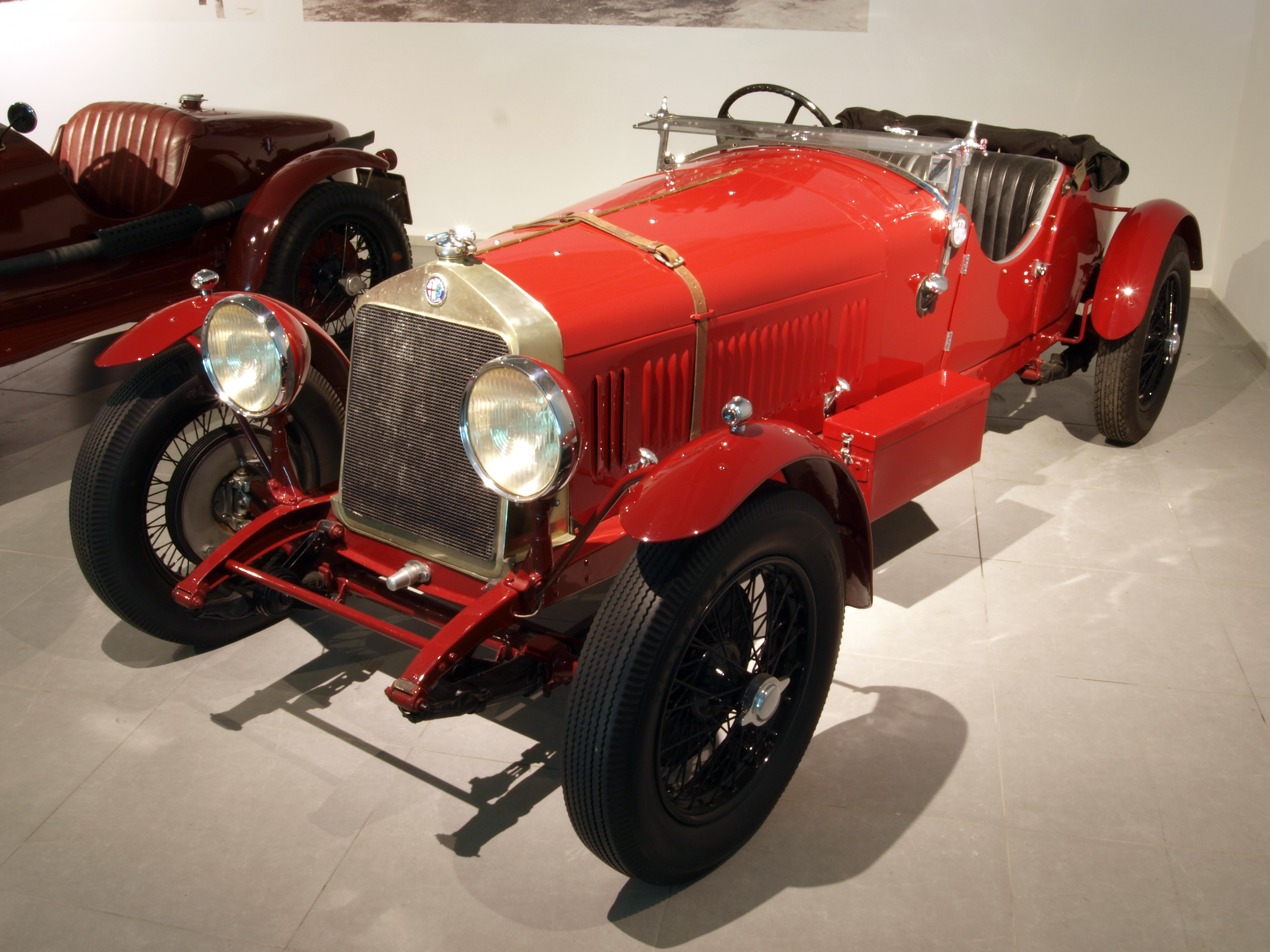
Un'Alfa Romeo 6C 1500 del 1929

La partecipazione alle competizioni era un mezzo per accrescere le vendite delle auto civili e quindi era essenziale lanciare un modello che, sulla scia della vittoria al campionato del mondo, trainasse le vendite attraendo nuovi clienti. Nel 1927 l'Alfa Romeo presentò pertanto la 6C 1500, ovvero un modello maneggevole e dalle dimensioni contenute. Progettata da Jano, la 6C 1500 derivava dalla P2 ed era, da un punto di vista tecnologico, dotata di caratteristiche eccezionali: montava un motore a sei cilindri e valvole in testa da 1,5 L di cilindrata, che era equipaggiato da un sistema di distribuzione monoalbero. In seguito venne aggiornata con l'installazione, sulla versione Sport, di un doppio albero a camme in testa. A causa delle inefficienze dell'azienda il modello venne però commercializzato a un prezzo eccessivamente alto. Inoltre la versione a passo corto, quella sportiva, non ebbe il successo sperato e quindi il lancio della nuova vettura non permise alla casa automobilistica milanese di capitalizzare la vittoria al campionato mondiale. Nonostante il mancato successo, la 6C fu comunque il modello progenitore di una serie di vetture che sarebbero poi entrate nella storia dell'automobile grazie alle loro prestazioni, alla loro linea e alla loro affidabilità. Alla 6C 1500 seguì infatti la 6C 1750, ottenuta dal modello capostipite grazie a un aumento della cilindrata del motore. La 6C 1500 Sport conquistò, per la prima volta per l'Alfa Romeo, la Mille Miglia (1928). A questo successo seguirono poi altre due vittorie (1929 e 1930) che furono invece ottenute dalla 6C 1750.

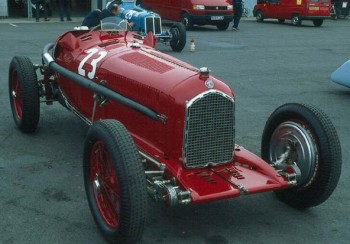
Un'Alfa Romeo P3

Nel frattempo, a causa delle vicissitudini societarie che avevano coinvolto Gallo, l'azienda era ancora in difficoltà nonostante la moderata ripresa delle vendite che era stata registrata grazie al lancio della 6C 1750. Gallo fu arrestato perché venne colto in flagrante durante il tentativo di fornire aiuto a uno strenuo oppositore del regime fascista, l'onorevole Cipriano Facchinetti, che voleva fuggire dall'Italia. La gestione di Gallo, a dispetto della breve durata, fu comunque caratterizzata da una riorganizzazione delle attività produttive che fu poi importante per il successivo rilancio dell'azienda. A questo punto il Duce in persona scelse come direttore Prospero Gianferrari, che migliorò ulteriormente i processi produttivi e che costituì, all'interno dell'Alfa Romeo, un settore che si sarebbe occupato di realizzare le carrozzerie, dando quindi la possibilità all'azienda di costruire vetture complete. Inoltre Gianferrari scelse di diversificare l'attività produttiva: nel 1931 venne introdotto il primo veicolo industriale non derivato da autovetture stradali, l'Alfa Romeo Tipo 50, mentre nel 1932 fu presentato il primo motore aeronautico totalmente progettato dall'Alfa Romeo, il D2, che fu poi montato sul Caproni Ca.101. Per quanto riguarda le vetture, di quegli anni fu l'introduzione, nel 1931, della 8C 2300 e il lancio della 6C 2300. Sul fronte delle competizioni Jano progettò, sempre nel 1931, la prima vettura monoposto dell'Alfa Romeo, la Tipo A. Il modello, che era straordinariamente potente grazie all'installazione di due motori, era però poco robusto e difficile da controllare. Della stessa epoca è un'altra vettura da competizione progettata da Jano, la P3 ("Tipo B"); essa, grazie alla numerose vittorie conquistate soprattutto da Tazio Nuvolari, è considerata una delle migliori auto da competizione mai costruite.

## Gli anni trenta e quaranta

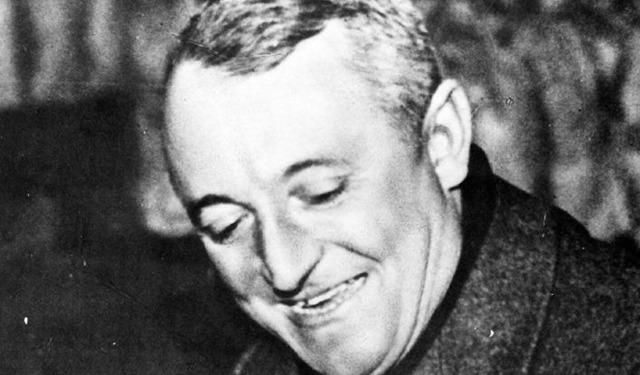
Ugo Gobbato

Nonostante i successi sportivi, la situazione finanziaria dell'Alfa Romeo continuava a essere critica. Agli altri problemi negli anni trenta si aggiunse la grande crisi economica che era iniziata nel 1929 con il crollo della Borsa di Wall Street e che fece precipitare la situazione. In questo contesto, nel 1933, il governo italiano decise di rilevare le quote dell'Alfa Romeo che erano di proprietà delle banche acquisendo ufficialmente il controllo dell'azienda, che diventò pertanto statale. In questa situazione, dato che i conti continuavano a peggiorare, alcuni esponenti del ministero del Tesoro ipotizzarono la chiusura della casa automobilistica. A questo punto intervenne nuovamente Mussolini in persona che decise, attraverso l'IRI (l'ente statale nato con lo scopo di sostenere le banche e le aziende in difficoltà), di salvare l'azienda, dando l'incarico a Ugo Gobbato di riorganizzare l'Alfa Romeo da un punto di vista sia finanziario sia produttivo. L'interessamento personale di Mussolini non fu casuale: il Duce era infatti un grande estimatore dell'Alfa Romeo soprattutto per i risultati sportivi conseguiti. Furono nuovamente questi ultimi a spingere Mussolini ad andare contro l'opinione del suo ministero decidendo, per la seconda volta, di salvare la casa automobilistica milanese.

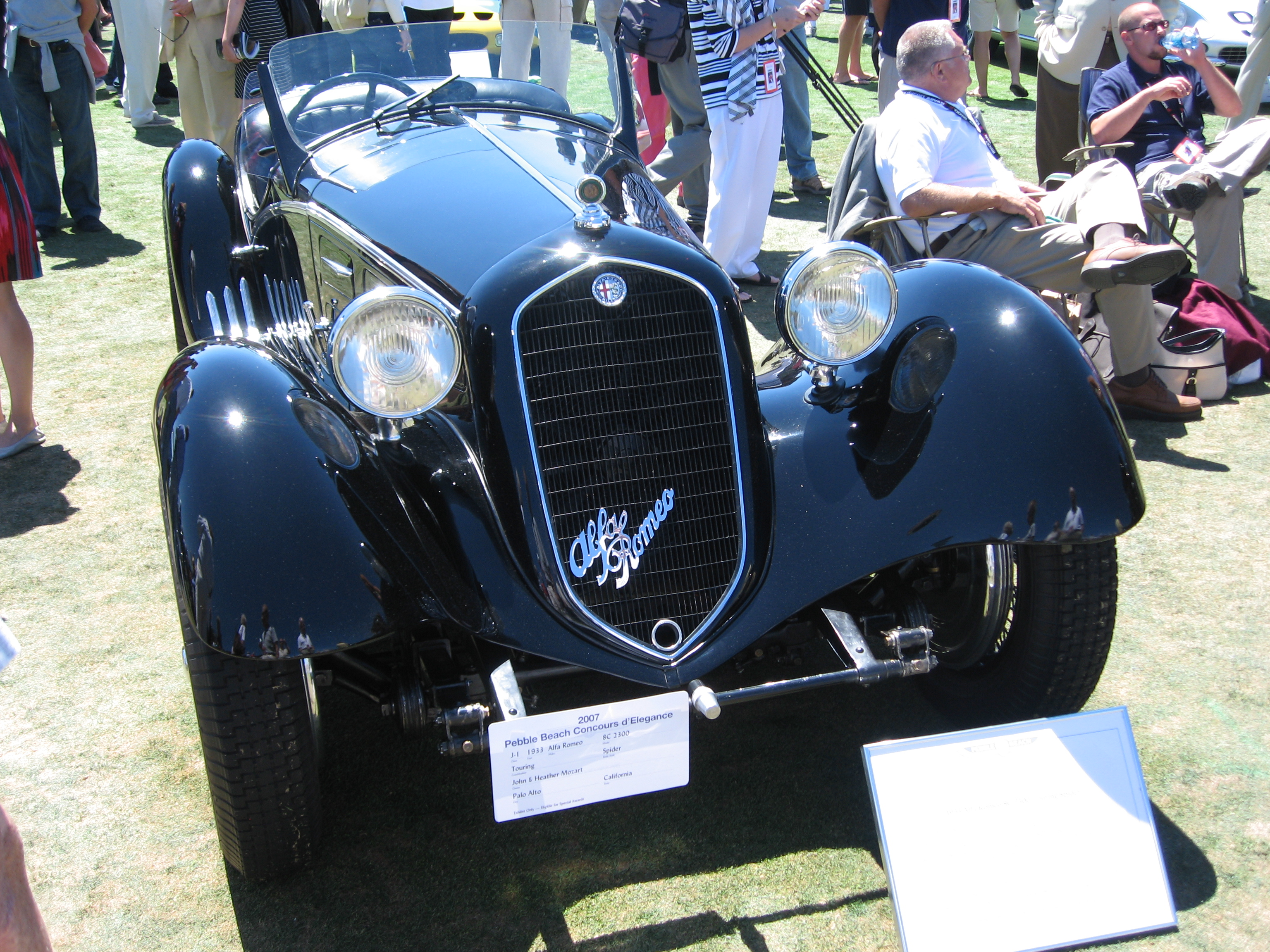
Un'Alfa Romeo 8C 2300 del 1933

Il salvataggio dell'Alfa Romeo fu ottenuto grazie al lavoro in sinergia compiuto da Jano e Gobbato: il primo continuò la sua opera di progettazione di nuovi modelli, resi costantemente competitivi sul mercato grazie al contributo che Gobbato diede al miglioramento dei processi produttivi. Sono di questi anni la 6C 2300 (che era caratterizzata da una struttura più semplice e che quindi vendette bene anche per il prezzo più basso), la 6C 2500 (che era la versione più potente e sontuosa dello stesso modello) e la grande e lussuosa 8C 2900. Nel complesso, gli anni precedenti la seconda guerra mondiale furono caratterizzati da modelli potenti e raffinati, contraddistinti da una linea elegante. In particolare, i tre modelli che negli anni trenta fecero poi dell'Alfa Romeo un marchio famoso in tutto il mondo anche per le auto da strada furono la 6C 1500, l'8C 2300 e la già citata 8C 2900.
Nell'aprile del 1936 l'Alfa Romeo costituì un dopolavoro aziendale del proprio stabilimento milanese. La sezione calcistica esordì nel campionato lombardo di Prima Divisione 1936-1937 terminando la stagione al primo posto e guadagnando così l'accesso alla Serie C. A partire dalla stagione 1937-1938 si costituì il Gruppo Calcio Alfa Romeo, autonomo rispetto al dopolavoro aziendale seppur collegato ad esso. La stagione seguente l'Alfa Romeo ingaggiò — grazie anche alla prospettiva di un'occupazione stabile come meccanico — il diciottenne Valentino Mazzola, futuro capitano del Grande Torino, che rimase in maglia rossa solamente una stagione prima di passare al Venezia. Il club disputò cinque stagioni in terza serie fino alla stagione 1941-1942, dopo la quale rinunciò all'iscrizione; disputò inoltre quattro edizioni della Coppa Italia senza mai superare il primo turno eliminatorio.
In questo contesto, nel 1933 Gobbato decise di ritirare l'Alfa Romeo dalla partecipazione ufficiale e diretta alle competizioni, cedendo le sue vetture alla Scuderia Ferrari, nata qualche anno prima e già da diverso tempo utilizzatrice di auto della casa del Biscione. Nel 1937 Jano fu però allontanato dall'Alfa Romeo a causa di dissapori con la dirigenza, che lo criticò per i mancati successi nelle gare (in questi anni ci fu infatti una supremazia delle auto tedesche). Il tecnico si difese adducendo come scusante il mancato sostegno da parte della direzione, considerato necessario da Jano per lo sviluppo dei suoi progetti. Jano fu sostituito, in primo momento, da Bruno Trevisan, il quale, a sua volta, fu rimpiazzato nel 1936 dallo spagnolo Wifredo Ricart. Ricart lasciò un segno indelebile nella storia dell'Alfa Romeo, dato che fu opera sua l'introduzione del ponte De Dion sulle vetture del marchio; questa peculiarità tecnica avrebbe poi caratterizzato per decenni i modelli della casa automobilistica milanese. Per quanto riguarda invece l'amministrazione di Gobbato, è indubbio che sia stata fondamentale per il marchio il quale divenne, sotto la sua direzione, celebre e stimato in tutto il mondo anche per le auto prodotte in serie. La fama internazionale conquistata dall'Alfa Romeo fece dire a Henry Ford, in un colloquio che avvenne nel 1939 proprio con Gobbato, «quando vedo passare un'Alfa Romeo, mi tolgo il cappello». Questa fama mondiale si consolidò grazie anche alle corse e ai piloti che, nonostante la supremazia tedesca, ottennero comunque successi rilevanti. Tra coloro che contribuirono a scrivere pagine importanti della storia dell'Alfa Romeo di questo decennio ci furono Giuseppe Campari, Tazio Nuvolari, Achille Varzi, Louis Chiron e Mario Umberto Baconin Borzacchini.

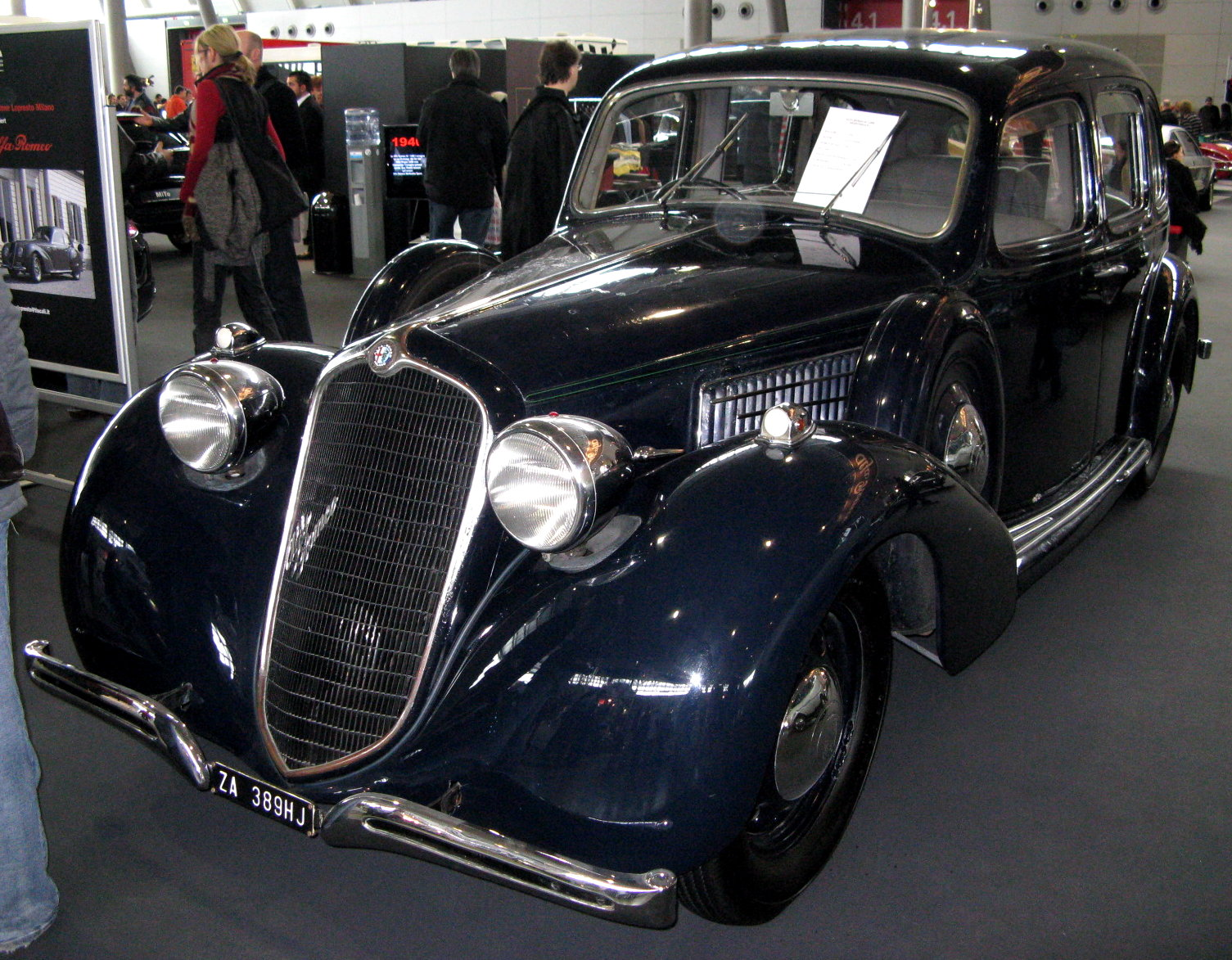
Un'Alfa Romeo 6C 2300 del 1938

Negli anni trenta ci fu anche l'affermazione dei veicoli commerciali Alfa Romeo, che fu ottenuta soprattutto grazie al loro impiego nelle colonie italiane. Tale era la loro diffusione e la loro reputazione, che ancora nel XXI secolo in Etiopia il termine romeo indica genericamente l'"autocarro". I modelli di autocarri Alfa Romeo più celebri vennero prodotti negli anni quaranta, cinquanta e sessanta e furono il 430, il 900 e il Mille. Sempre in questo contesto, all'inizio degli anni trenta fecero la loro comparsa anche i primi autobus ed i primi filobus marchiati Alfa Romeo i quali erano, in sostanza, degli autocarri modificati. Dopo gli anni cinquanta, la casa del Biscione iniziò a produrre questo tipo di veicoli senza farli più derivare dai camion. Con il passare del tempo la tradizione dell'Alfa Romeo nel campo dell'assemblaggio di mezzi pubblici si consolidò, facendo diventare la casa del Biscione uno tra i maggiori produttori italiani in questo settore. Nello specifico, produsse autobus e filobus fino agli anni sessanta, mentre continuò a costruire mezzi più leggeri come scuolabus e minibus fino agli anni ottanta.
Anche questa prosecuzione della strategia di diversificazione della produzione fu opera di Gobbato, che puntò anche sulla fabbricazione di motori aeronautici; in questo contesto, nel 1938, iniziarono i lavori di costruzione di uno stabilimento produttivo a Pomigliano d'Arco, in provincia di Napoli, che si sarebbe dovuto occupare della progettazione e dell'assemblaggio di questi tipi di motori. Tale sito industriale fu l'antenato del moderno stabilimento produttivo del gruppo Fiat. In questo contesto, nel 1941, nacque l'Alfa Romeo Avio, ovvero la divisione che occupava esclusivamente della produzione aeronautica. Sempre nel 1938 ci fu il ritorno ufficiale dell'Alfa Romeo alle competizioni, con la fondazione dell'Alfa Corse, cioè di una sezione che era collegata alla progettazione, alla realizzazione ed alla manutenzione delle vetture da competizione e che era gestita da Enzo Ferrari. I modelli da gara prodotti in questo periodo vennero invece progettati da Gioachino Colombo e Luigi Bazzi sotto la guida di Ricart. Enzo Ferrari lasciò poi l'Alfa Corse nel 1939 a causa dei contrasti che si erano creati con gli altri membri del reparto sportivo.
Verso la fine degli anni trenta la situazione politica in Europa stava però mutando. I venti di guerra portarono le varie nazioni, Italia compresa, verso la corsa agli armamenti. La produzione industriale dell'Alfa Romeo fu orientata verso l'assemblaggio di motori aeronautici e autocarri, che sarebbero stati più utili all'Italia in caso di conflitto armato. L'assemblaggio di autovetture civili si ridusse quindi drasticamente a favore soprattutto della produzione aeronautica, che negli anni precedenti alla seconda guerra mondiale generava quasi l'80% del fatturato dell'Alfa Romeo. La tradizione dell'Alfa Romeo in campo aeronautico affondava le sue radici negli albori della storia del marchio. Con il passare dei decenni, i motori aeronautici dell'Alfa Romeo diventarono celebri per la loro partecipazione vittoriosa ai vari tentativi di infrangere i record mondiali in campo aeronautico e per i loro trionfi sportivi, dove dimostravano una certa supremazia tecnica. I motori aeronautici della casa del Biscione furono quindi montati su un numero ragguardevole di aerei della Regia Aeronautica, contribuendo a scrivere pagine importanti della storia dell'aviazione italiana. Nel campo dei motori militari, molti vennero derivati da modelli, come il Jupiter, prodotti su licenza e caratterizzati da potenze che se negli anni trenta erano adeguate, con la rapida evoluzione della tecnologia si dimostrarono in seguito troppo basse per l'impiego bellico, mentre sempre alta rimase la affidabilità e la robustezza. I motori militari erano quasi tutti radiali e raffreddati ad aria; fece eccezione l'RA 1000 RC.41 che era una produzione su licenza del famoso Daimler-Benz DB 601 ed equipaggiò i caccia Macchi M.C.202 e Reggiane Re.2001.

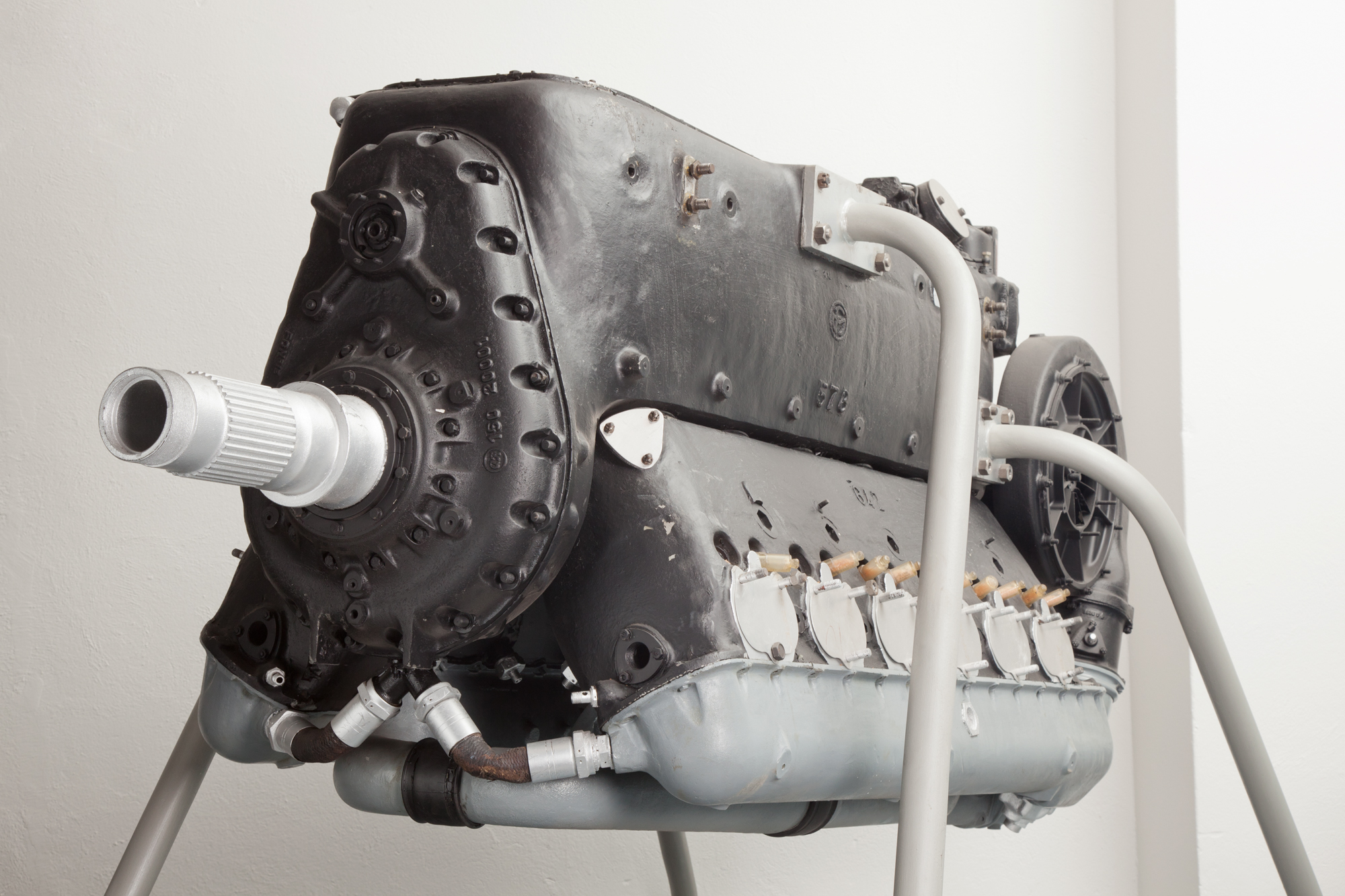
Il motore aeronautico Alfa Romeo RA1000 conservato al Museo nazionale della scienza e della tecnologia Leonardo da Vinci di Milano

In campo motonautico, l'Alfa Romeo fornì il suo motore aereo Lynx ad un idroscivolante alla seconda edizione del Raid Pavia-Venezia nel 1930. La partecipazione a questa competizione continuò anche negli anni successivi e nel 1938, con il propulsore D2 C.30, pur non primeggiando nella classifica assoluta, si aggiudicò la prestigiosa Coppa Theo Rossi di Montelera percorrendo il tratto Pavia-Piacenza alla media di 103,955 km/h. Al timone c'era il Tenente Colonnello Goffredo Gorini, pilota d'aerei civili, il quale, sempre nella prova speciale che nell'ambito del raid Pavia-Venezia valeva per il trofeo Montelera, ripeté l'impresa l'anno successivo a bordo dell'idroscivolante SIAI-Alfa Romeo, questa volta alla media di 127,807 km/h.
Per quanto riguarda invece le competizioni automobilistiche, la seconda parte degli anni trenta vide una supremazia delle auto tedesche: il regime nazista aveva deciso di destinare cospicui fondi all'Auto Union ed alla Mercedes-Benz con l'obbiettivo di rendere più competitive, e quindi vittoriose nelle competizioni, le due case. La limitatezza delle risorse che l'Italia poteva fornire all'epoca non permise all'Alfa Romeo di fare altrettanto, rispondendo in pista alle vittorie tedesche. Di questi anni è però la realizzazione della 158, ovvero una delle più riuscite auto da competizione prodotte dalla casa che, dopo il secondo conflitto mondiale, avrebbe conquistato l'edizione inaugurale del Mondiale di Formula 1. La guerra scoppiò nel 1939 e, a causa degli eventi bellici, il 29 febbraio 1940 l'Alfa Corse venne temporaneamente chiusa. L'Italia entrò in guerra nel giugno dello stesso anno.
La seconda guerra mondiale lasciò molti segni anche nello stabilimento del Portello, considerato molto importante per l'approvvigionamento bellico. Già durante la guerra fu deciso di spostare alcuni reparti nell'hinterland milanese e di trasferire parte del magazzino nei dintorni di Vicenza, per difendere queste risorse dai bombardamenti. Inoltre Gobbato predispose un piano di occultamento dei componenti delle vetture, piano che si sarebbe rivelato fondamentale per la ripresa delle attività produttive a conflitto terminato. A causa della sua importanza strategica, il 14 febbraio ed il 13 agosto del 1943 lo stabilimento milanese subì due pesanti bombardamenti. Il colpo di grazia venne il 20 ottobre del 1944, quando il più violento bombardamento che avesse subito Milano fino ad allora causò l'abbattimento di oltre il 60% della struttura, cagionando la chiusura del sito produttivo. Lo stabilimento di Pomigliano d'Arco subì la medesima sorte il 30 maggio 1943, con la distruzione del 70% delle strutture operative.

## Gli anni cinquanta
Nel 1945, a conflitto terminato, l'Alfa Romeo si trovò in una situazione di grandissima difficoltà. Durante la guerra lo stabilimento del Portello era stato pesantemente danneggiato e non esisteva pressoché più un mercato automobilistico italiano. C'era poi penuria di materie prime e mancavano gli uomini che avrebbero potuto gestire la situazione; Gobbato era infatti stato assassinato il 28 aprile 1945 e Ricart, legato a Francisco Franco, era tornato in Spagna in seguito alla caduta del fascismo in Italia. Le sorti dell'Alfa Romeo vennero nuovamente affidate a Pasquale Gallo, nominato commissario straordinario dal CNL e poi divenuto presidente, carica che mantenne fino al 1948.
Sin dalla fine della guerra, l'azienda cercò di rimettere in funzione gli impianti danneggiati dedicandosi inizialmente alla costruzione di cucine elettriche e a gas, infissi metallici, motori elettrici, respingenti per carrozze ferroviarie, mobili e altri manufatti. La strategia produttiva impostata da Gallo, infatti, era ispirata al modello svizzero del cd "artigianato organizzato", nel proseguimento della costruzione di autovetture sportive fortemente elitarie, aiutandosi economicamente con la produzione di altri manufatti anche di settori non motoristici, sfruttando la grande elasticità consentita da un sistema artigianale, ed evitando la produzione di massa, secondo Gallo destinata a soccombere contro l'imponente industria statunitense.

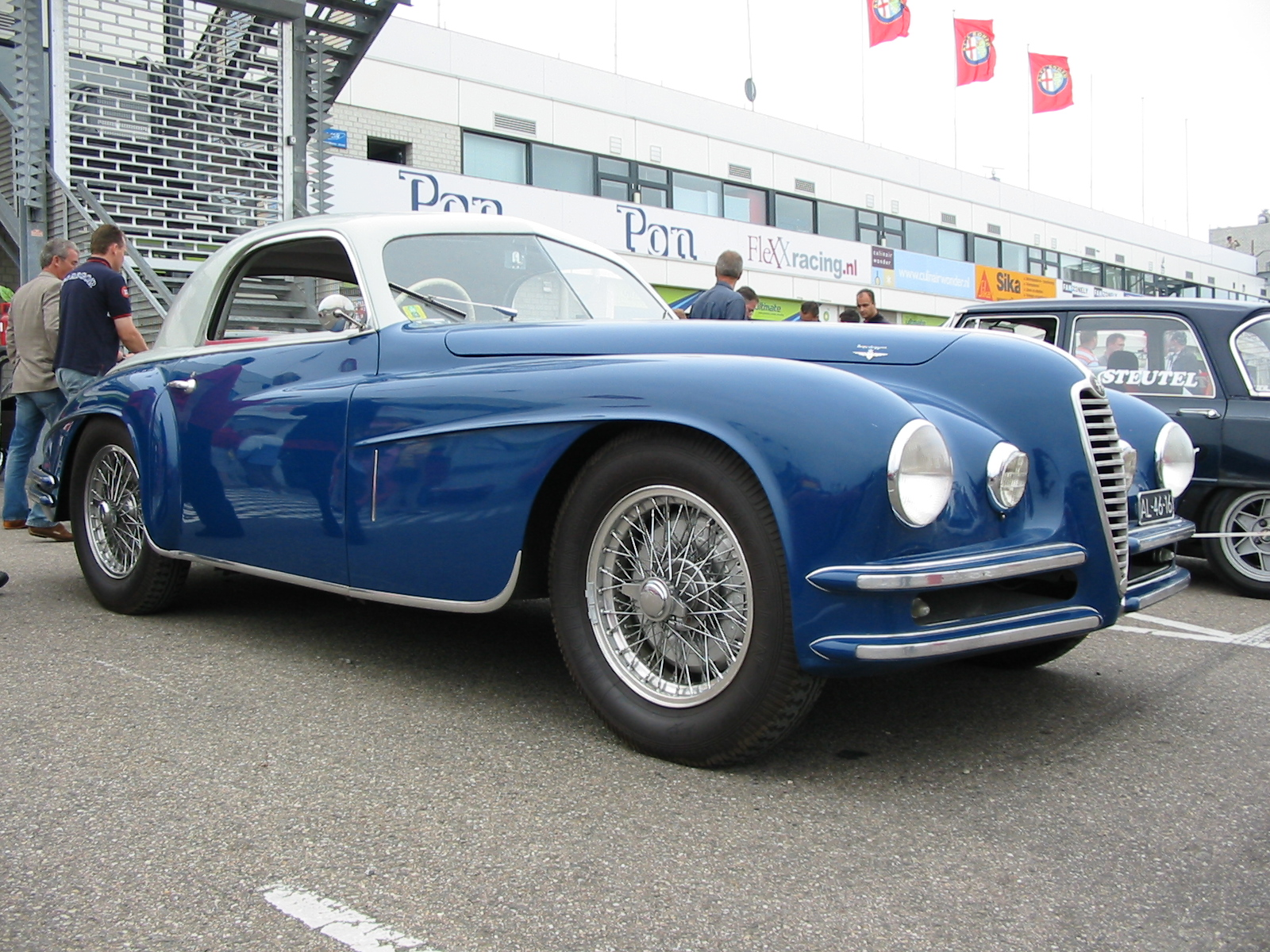
Una delle 6C 2500 post belliche

Già alla fine del 1945 l'Alfa Romeo ritornò alla tradizionale attività di produzione di automobili con la realizzazione di due esemplari di una vettura prebellica, la 6C 2500. L'anno seguente, grazie alla grande disponibilità di manodopera e alle cospicue giacenze nei magazzini di componenti automobilistici che si erano salvati dai bombardamenti, la produzione automobilistica riprese con costanza, sempre grazie all'assemblaggio di esemplari di 6C 2500. Non fu messa in produzione la 6C 2000 "Gazzella", un prototipo che era stato progettato da Ricart durante gli ultimi anni della guerra e che era dotato di una meccanica all'avanguardia (ad esempio, il modello anticipò la trasmissione transaxle che fu poi montata trent'anni dopo sull'Alfetta).
La dirigenza Alfa Romeo operò questa scelta perché la messa in produzione di un modello completamente nuovo implicava un cospicuo investimento di fondi. Nonostante l'auto rientrata in produzione risalisse a prima della guerra, la risposta del mercato fu buona: grazie alla crescente domanda di vetture che derivava dai primi accenni di ripresa economica, questi esemplari, appena completati, lasciavano la fabbrica destinati agli acquirenti. Oltre alla ripresa del mercato, anche l'abbondanza della manodopera contribuì a far ripartire l'Alfa Romeo, dato che era interesse del governo far riassorbire i disoccupati nelle fabbriche. Una versione speciale della 6C 2500 denominata "Freccia d'Oro" venne molto apprezzata dal pubblico e fu acquistata anche dal re Fārūq I d'Egitto, da Rita Hayworth e da Tyrone Power. Invece, sul fronte delle competizioni, nel 1947 l'Alfa Romeo conquistò con una 8C 2900B del 1938 la prima edizione della Mille Miglia organizzata dopo la fine della guerra.

Orazio Satta Puliga

Sul fronte manageriale, nel 1946 fu nominato responsabile tecnico Orazio Satta Puliga, il cui contributo si sarebbe rivelato decisivo per il rilancio del marchio. Satta Puliga dimostrò infatti il suo valore negli anni successivi, trasformando l'Alfa Romeo in una casa automobilistica produttrice di autovetture aventi una diffusione più ampia, perlomeno rispetto ai modelli prodotti fino ad allora. Anche in questo momento di difficoltà, come era già capitato con Gobbato, l'Alfa Romeo trovò pertanto l'uomo adatto a risolvere i problemi. Queste scelte furono prese in sinergia con Giuseppe Luraghi, che era presidente di Finmeccanica, ovvero della finanziaria caposettore dell'IRI che era proprietaria dell'Alfa Romeo. Fu infatti Luraghi a nominare Satta Puliga responsabile tecnico della casa del Biscione: l'obiettivo del dirigente milanese era rilanciare il marchio, dato che riconobbe nell'Alfa Romeo grandi potenzialità di espansione (Luraghi sarebbe poi rimasto in Finmeccanica fino al 1956). Il primo provvedimento che Satta Puliga prese dopo la nomina a responsabile tecnico fu quello di modernizzare la 6C 2500, dando vita nel contempo alla fase progettuale per il lancio di un nuovo modello. Inoltre affidò ad aziende esterne la produzione di componenti secondari, abbattendo così parte dei costi necessari per assemblare le vetture. Il nuovo modello, a cui fu dato il nome di 1900, debuttò nel 1950 e fu decisivo per il salvataggio dell'azienda: nel 1949 Finmeccanica era infatti intenzionata a chiuderla a causa delle basse vendite di autovetture e del drastico calo degli ordini relativi ai motori aeronautici che, con la fine della guerra, erano molto meno richiesti dal mercato. Inoltre, la partecipazione assidua alle competizioni comportò l'utilizzo di molti fondi e quindi la situazione finanziaria dell'Alfa Romeo non era florida.

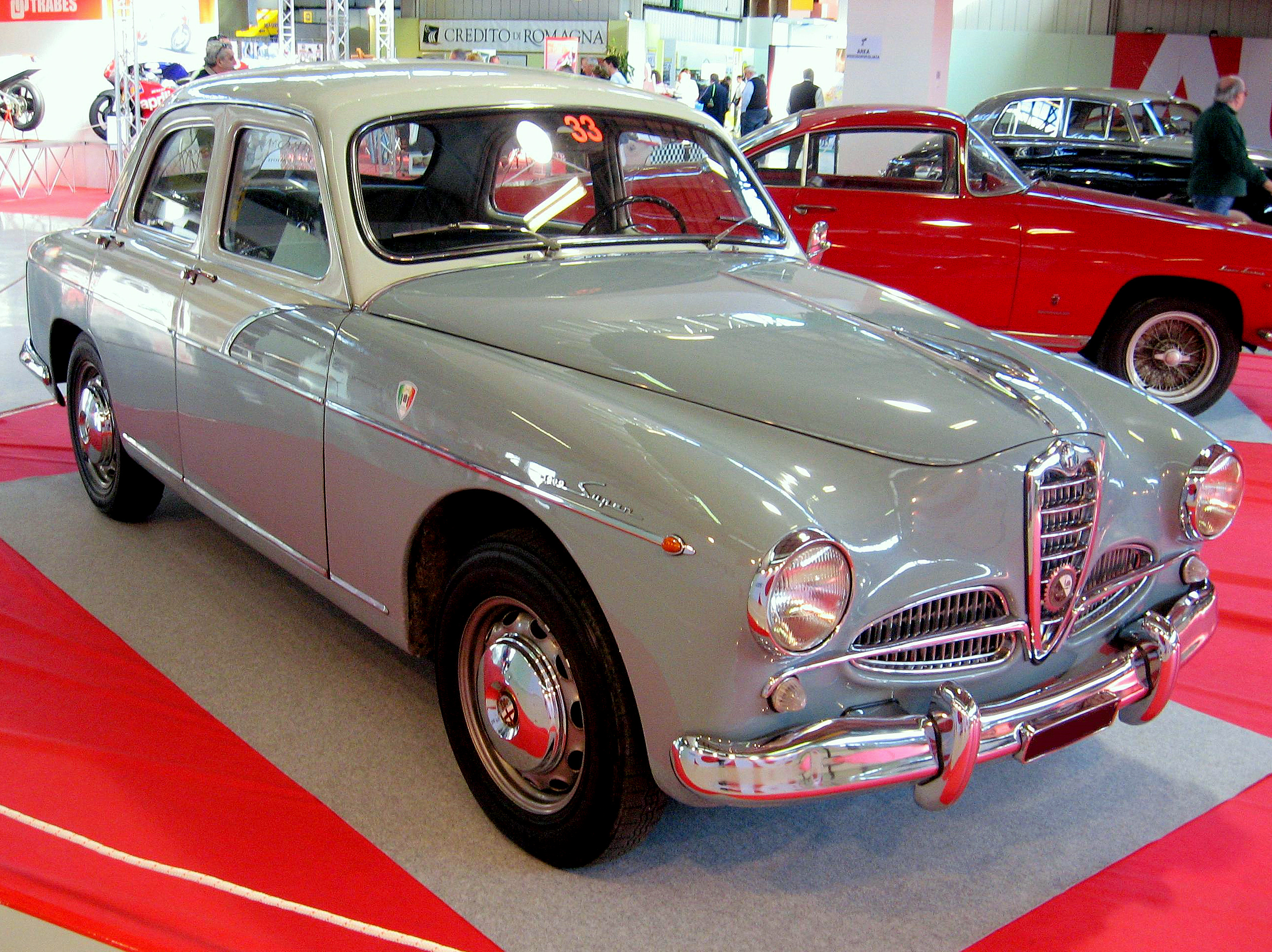
Un'Alfa Romeo 1900

Per sviluppare il progetto della 1900, Satta Puliga tenne presenti alcuni principi fondamentali che si sarebbero rivelati determinanti per il successo della vettura: l'affidabilità, la semplicità di guida, le caratteristiche sportive e un prezzo non proibitivo. In particolare, la guidabilità fu un aspetto fondamentale per allargare il bacino della potenziale clientela; ora, infatti, una 1900 poteva essere acquistata e guidata anche da conducenti non molto esperti. I costi di produzione vennero invece abbattuti grazie all'introduzione anche al Portello, nel 1952, della catena di montaggio (le prime 1900 non erano state prodotte in catena). Grazie a questa tecnica costruttiva, che fu introdotta in Alfa Romeo sempre per volere di Satta Puliga e che fu sviluppata grazie agli aiuti del Piano Marshall, il tempo necessario per assemblare una vettura scese da 250 a 100 ore, consentendo però di mantenere alto quello standard qualitativo che era necessario per un modello Alfa Romeo. L'IRI, infatti, non era in grado di elargire cospicui fondi da investire nella casa automobilistica e quindi furono decisivi, per il rilancio del marchio, gli aiuti provenienti dagli Stati Uniti, che destinarono alla casa milanese, attraverso il Piano Marshall, 5 milioni di dollari. Con la 1900, l'Alfa Romeo passò quindi da casa automobilistica che assemblava modelli di lusso, a livello quasi artigianale, a marchio che produceva industrialmente i propri prodotti, i quali diventarono alla portata di un numero maggiore di potenziali acquirenti grazie all'abbattimento dei costi di produzione. La 1900 ebbe anche altri due primati: fu la prima Alfa Romeo ad avere una struttura a monoscocca e a possedere la guida sul lato sinistro. Tutte le vetture Alfa Romeo che seguirono la 1900, tranne alcuni modelli da competizione, avrebbero avuto la guida sinistra. Il nome del modello era invece collegato alla cilindrata del motore, che era 1.884 cm³, mentre la meccanica derivava dalle Alfa Romeo da competizione. La 1900 si affermò subito sui mercati, dato che era un modello dalle prestazioni particolarmente brillanti ma, nel contempo, prodotto in serie e quindi venduto a un prezzo relativamente contenuto. Il nuovo corso portò subito i suoi frutti: dallo stabilimento del Portello ora uscivano migliaia di veicoli l'anno e questo fu un primato: in precedenza la produzione si attestava al massimo a mille vetture annue, spesso senza raggiungere il numero di esemplari pianificato. La crescita fu costante: dalle 6.104 vetture assemblate nel 1955, la capacità produttiva dello stabilimento raggiunse, nel 1960, le 57.870 unità.

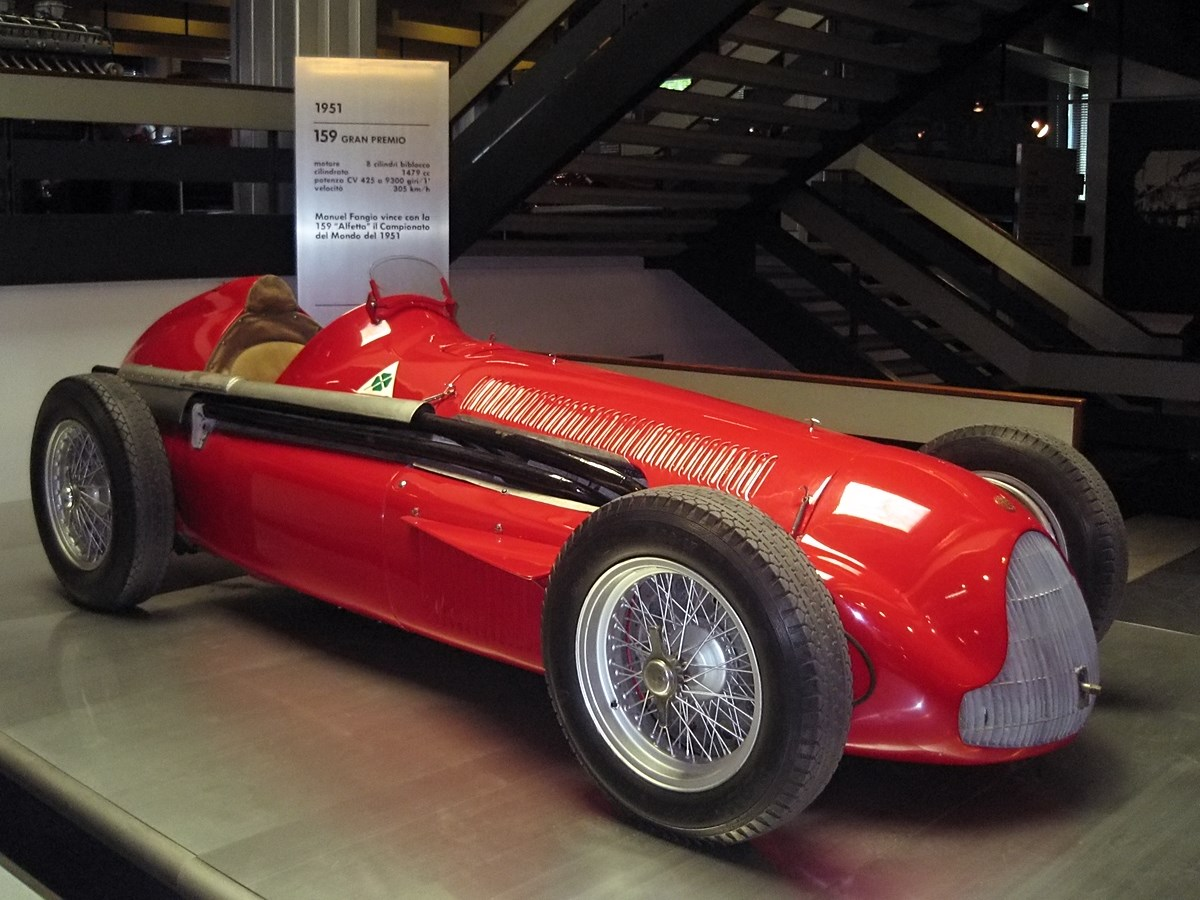
L'Alfa Romeo 159 che vinse il campionato del mondo di Formula 1 nel 1951

Grazie all'aumento dei volumi produttivi, la gamma della 1900 venne in seguito ampliata. Nel 1951 fu lanciata la 1900 Sprint, una coupé dotata di un motore più potente, e l'anno successivo venne introdotta la berlina 1900 TI, che era equipaggiata dal medesimo propulsore della 1900 Sprint e che venne invece destinata anche alle competizioni. Per questi motivi fu scelto, come slogan pubblicitario della 1900, il motto «la macchina da famiglia che vince le corse». Dalla 1900 derivò poi la cosiddetta "Disco Volante", che fu particolarmente apprezzata per le linee futuribili. Questa vettura fu però allestita in pochissimi esemplari e non entrò mai in produzione di serie.
In questo contesto arrivarono anche due vittorie importanti nelle gare automobilistiche. Due Alfa Romeo vinsero infatti le prime due edizioni del campionato mondiale di Formula 1, conquistando il titolo nelle stagioni 1950 e 1951 grazie, rispettivamente, a Nino Farina a bordo di una 158 (soprannominata "Alfetta" per le dimensioni contenute), ed a Juan Manuel Fangio, che invece pilotò una 159. Dopo queste due vittorie, nonostante le lamentele degli appassionati, degli addetti ai lavori e di parte degli esponenti politici più in vista, l'Alfa Romeo si ritirò momentaneamente dalla Formula 1 a causa degli alti costi che erano necessari per proseguire la partecipazione al campionato.
Un altro modello prodotto in questi anni fu la Matta, cioè un fuoristrada che nacque in seguito all'adesione dell'Alfa Romeo ad un bando dell'Esercito Italiano per la fornitura di vetture da ricognizione; di questo modello, però, le Forze armate italiane acquistarono pochi esemplari a causa del costo, che era superiore a quello della vettura concorrente, la Fiat Campagnola. La Matta non ebbe un riscontro positivo neppure dal mercato privato. Sempre in ambito di fornitura allo Stato, fu invece la 1900 ad aprire la strada alla vendita di auto Alfa Romeo alla polizia: fu il modello che inaugurò la celebre serie delle "Pantere", ovvero delle vetture in dotazione alla squadra volante il cui soprannome derivava dal colore nero, dalle forme aggressive e dalle prestazioni scattanti. Nel 1954 fu invece introdotto il primo furgone costruito dall'Alfa Romeo, il Romeo, che fu in produzione fino al 1967. Successivamente vennero prodotti l'F11/A11 (tra il 1967 e il 1971) e l'F12/A12, che fu assemblato tra il 1967 e il 1983.

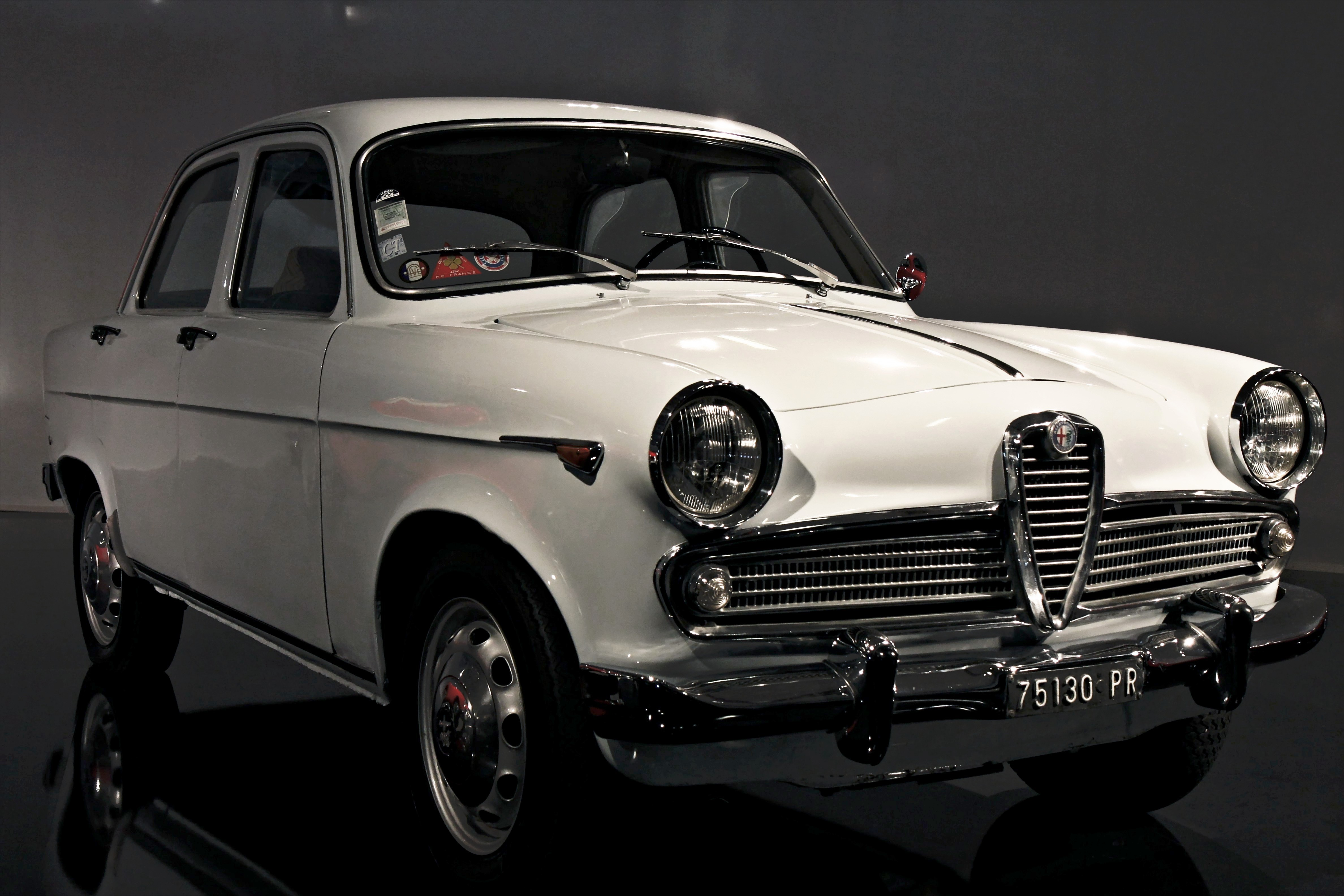
Un'Alfa Romeo Giulietta

La 1900, per questioni tecniche, era però ancora legata alle Alfa Romeo prebelliche. Grazie alle ottime vendite registrate e al successo del cambio di strategia aziendale, che prevedeva ora modelli commercializzati in volumi di vendita relativamente elevati, all'Alfa Romeo si decise di progettare un nuovo modello destinato questa volta alla media borghesia, contando anche sul fatto che il mercato automobilistico italiano, nella seconda parte degli anni cinquanta, si era pienamente ripreso dalla crisi economica postbellica. In aggiunta, al Portello serviva una vettura prodotta in grandi volumi che permettesse di dare respiro alle casse dell'azienda. Nacque così la Giulietta, cioè un modello più piccolo, meno costoso e costruttivamente più semplice della 1900. In Italia, infatti, si era in pieno boom economico e quindi i consumi crescevano costantemente portando così sempre più potenziali clienti nella situazione di potersi permettere un modello come la Giulietta, preferendola alla poco brillante Fiat 1100 o all'elegante Lancia Appia. Allo sviluppo della Giulietta partecipò anche Rudolf Hruska, l'ingegnere austriaco che pochi anni prima aveva progettato il Volkswagen Maggiolino e che fu assunto in Alfa Romeo per volere di Luraghi. Negli anni seguenti al lancio seguirono molte versioni della Giulietta, che montavano tutte un motore da 1,3 L da cui Giuseppe Busso, ovvero il progettista che sviluppò la meccanica dei modelli Alfa Romeo a partire dalla 1900, riuscì a ottenere fino a 90 CV di potenza. Fu pertanto deciso di non utilizzare il più comune motore da 1,1 L per non irritare la Fiat, che infatti dominava questa fascia di mercato con la 1100. La Giulietta restò però un desiderio irrealizzabile per la grande maggioranza degli italiani, che non poteva permettersela; nonostante questo, il modello ebbe un successo senza precedenti per un modello Alfa Romeo e si guadagnò il soprannome di "fidanzata d'Italia". Con la Giulietta nacque il termine "alfista", che da allora avrebbe definito gli appassionati del marchio milanese.
Alla Giulietta seguì nel 1958 la poco fortunata 2000, che non raggiunse le quote di mercato sperate a causa della concorrenza della più riuscita Lancia Flaminia, dell'arretratezza della meccanica e del prezzo troppo alto. Nel 1959 l'Alfa Romeo introdusse invece la Dauphine, un'utilitaria prodotta su licenza Renault che fu lanciata sui mercati per saturare le linee produttive dello stabilimento del Portello. Dato che in Italia la fascia di mercato delle utilitarie era controllata in modo quasi assoluto dalla Fiat, la direzione dell'Alfa Romeo decise di non investire risorse nello sviluppo di un modello completamente nuovo, ma di appoggiarsi a un altro marchio automobilistico che avesse più esperienza su questo tipo di vetture. La Dauphine non ebbe però il successo sperato. Comunque, grazie al lancio della 1900 e della Giulietta, le vendite dell'Alfa Romeo dal 1951 al 1957 ebbero un incremento del 187%, e ciò garantì la salvezza del marchio.

## Gli anni sessanta

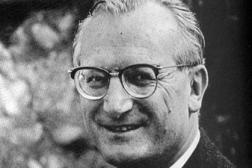
Giuseppe Luraghi

Agli inizi degli anni sessanta venne introdotta la 2600, che sancì il ritorno ai modelli con motore di grande cilindrata. Evoluzione della 2000, fu l'ultima Alfa Romeo con propulsore bialbero a sei cilindri in linea. In questo contesto, la dirigenza della casa automobilistica milanese decise di dare la priorità alla progettazione del modello successore della Giulietta che, nel frattempo, era arrivata al centomillesimo esemplare prodotto (questo traguardo, raggiunto nel 1961, venne celebrato alla presenza dell'attrice Giulietta Masina). La necessità del nuovo modello si faceva infatti sempre più pressante, dato che uno dei settori più in espansione, grazie al benessere sempre più diffuso a tutti i livelli, era quello delle vetture medie; inoltre, la concorrenza su questo mercato era diventata agguerrita, con la clientela che chiedeva modelli sempre più potenti e dalle prestazioni brillanti. Sul fronte manageriale, nel 1960 Luraghi diventò presidente e tornò così a occuparsi della casa automobilistica del Biscione dopo un'esperienza alla Lanerossi.

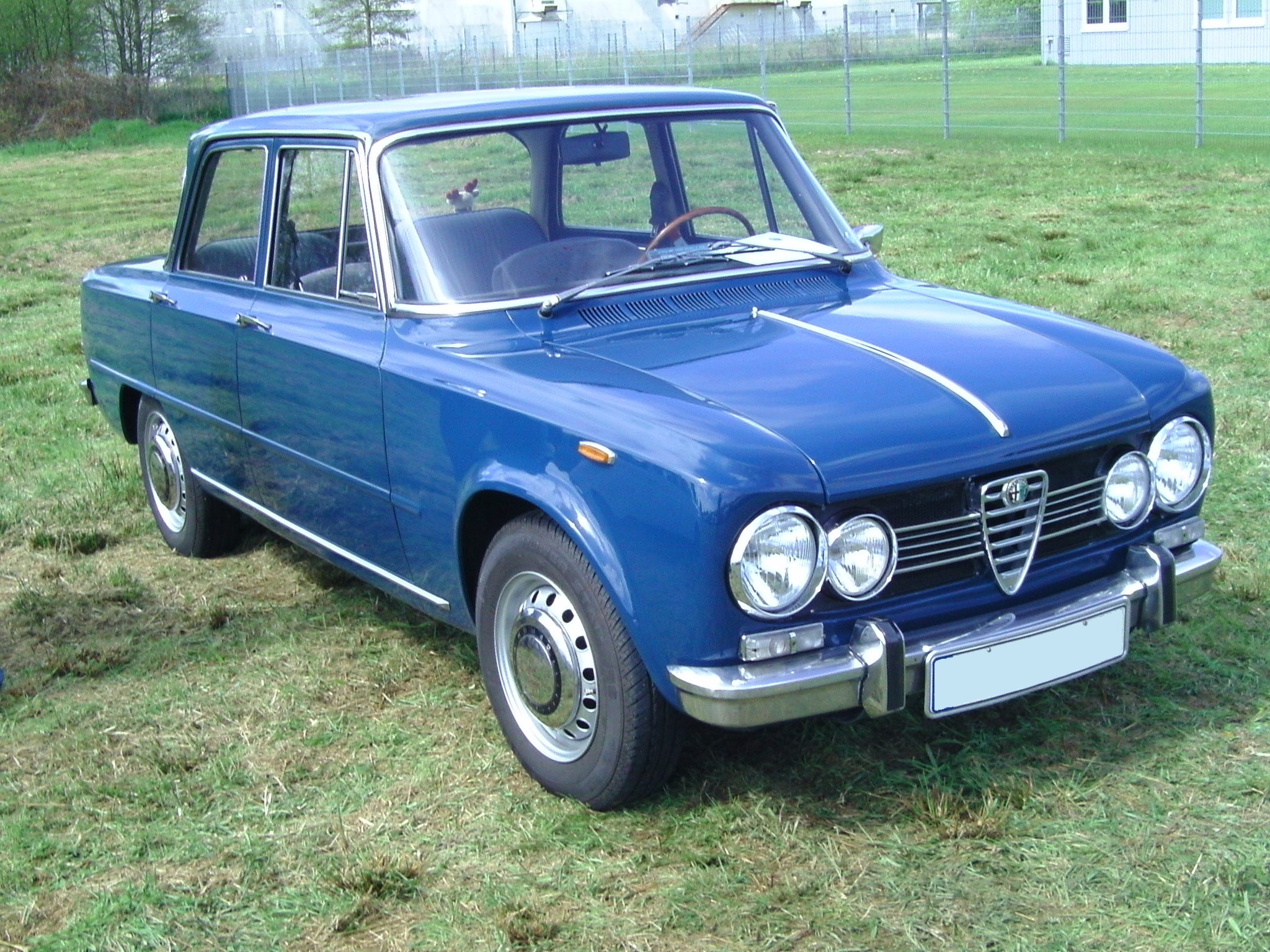
Un'Alfa Romeo Giulia

Nel frattempo la capacità produttiva dello stabilimento del Portello stava giungendo a saturazione e quindi si rese necessario un ampliamento delle infrastrutture industriali. La fabbrica del Portello si stava però progressivamente inserendo nel tessuto urbano di Milano a causa dell'espansione urbanistica della città, e quindi la dirigenza dell'Alfa Romeo decise di aprire un nuovo stabilimento alle porte di Milano che non avesse i problemi del sito urbano: l'espansione del centro abitato di Milano comportava infatti l'impossibilità di ingrandire la fabbrica. La decisione ufficiale di aprire un nuovo sito produttivo fu presa il 27 febbraio 1959, quando il consiglio di amministrazione decretò l'acquisto di una vasta area libera appena fuori Milano, tra i comuni di Arese e Garbagnate Milanese. Le fasi costruttive dello stabilimento di Arese, voluto fortemente da Luraghi, si protrassero però più del preventivato per problemi inerenti agli appalti e quindi l'inaugurazione della struttura slittò al 1963. Per tale motivo, l'assemblaggio del modello successore della Giulietta fu inizialmente previsto al Portello, con l'intenzione di trasferire la produzione ad Arese quando il nuovo stabilimento fosse stato completato. Sempre in riferimento alle infrastrutture, di questi anni fu anche l'inaugurazione del Centro Sperimentale di Balocco, ovvero di una pista destinata al collaudo delle vetture che riproduceva le curve più famose ed impegnative dei circuiti motoristici dell'epoca.

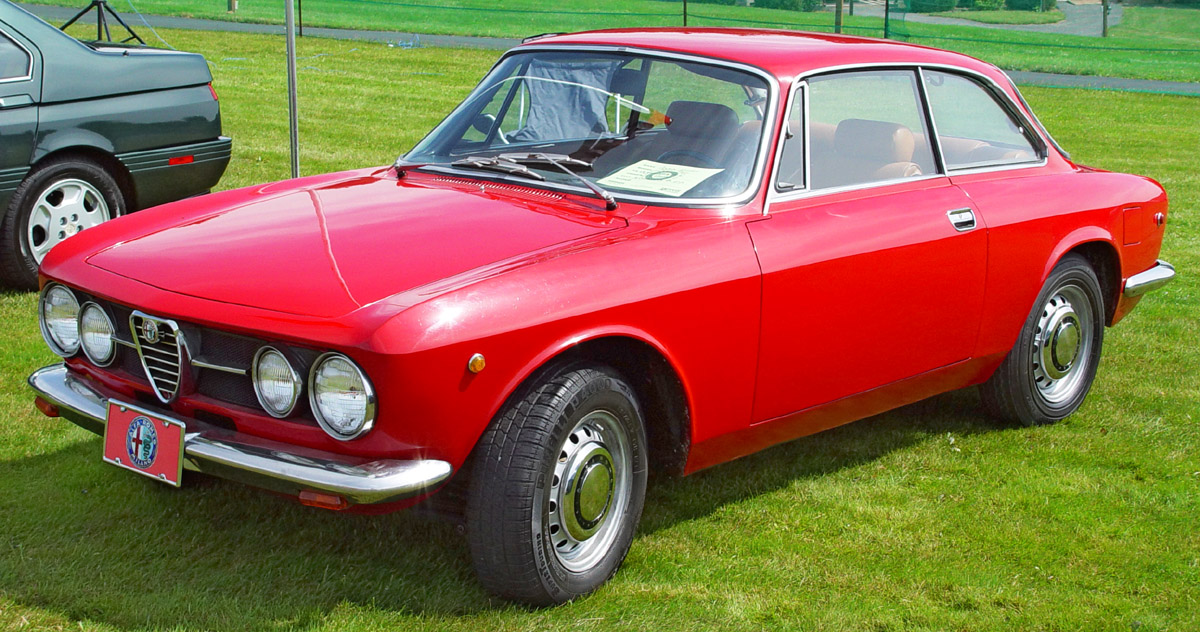
Un'Alfa Romeo 1750 GT Veloce del 1969

La progettazione del modello che avrebbe sostituito la Giulietta nel frattempo andava avanti con il proposito di effettuare il lancio sui mercati prima dell'uscita di produzione della vettura antenata. La prima versione della Giulia, questo il suo nome, venne introdotta sui mercati nel giugno del 1962. Già dalla denominazione, si capì la sua collocazione sui mercati. Leggermente più grande della Giulietta, si collocò infatti in una fascia lievemente più elevata: mentre la Giulietta era concorrente dei modelli aventi una cilindrata di circa 1300 cm³, la Giulia si collocava nella fascia di mercato delle vetture che possedevano un propulsore da 1600 cm³. La similitudine tra i due modelli non risiedeva però solo nel nome, dato che la Giulia ereditò la tipologia di motori precedentemente montata sulla 1900 e sulla Giulietta. Ciò che cambiò fu la linea, che venne completamente ridisegnata per volere di Satta Puliga. Il risultato fu una carrozzeria molto particolare, che non assomigliava a quella di nessun'altra vettura contemporanea e che possedeva, grazie all'uso della galleria del vento, una forma particolarmente aerodinamica. Per il suo bassissimo Cx fu infatti coniato lo slogan «la Giulia, l'auto disegnata dal vento». Il nuovo motore bialbero Alfa Romeo da 1,6 L, che debuttò sul modello, permise alla Giulia di collocarsi al primo posto nella classifica delle berline europee stilata in base alle prestazioni. Negli anni seguenti furono lanciate sul mercato molte varianti della Giulia, che completarono la gamma anche con versioni spiccatamente sportive come la Giulia GT (in seguito commercializzata semplicemente come "GT"). Grazie al benessere che iniziava a diffondersi in Italia in seguito al boom economico, sempre più italiani potevano permettersi un'Alfa Romeo. La Giulia, anche grazie al motore da 1,3 L che si era affiancato al citato propulsore da 1,6 L, fu l'emblema di questo periodo. Infatti, le Giulia con motore da 1,3 L erano ad appannaggio dello borghesia medio-alta, mentre i modelli con propulsore da 1,6 L erano acquistati generalmente da clienti più abbienti.

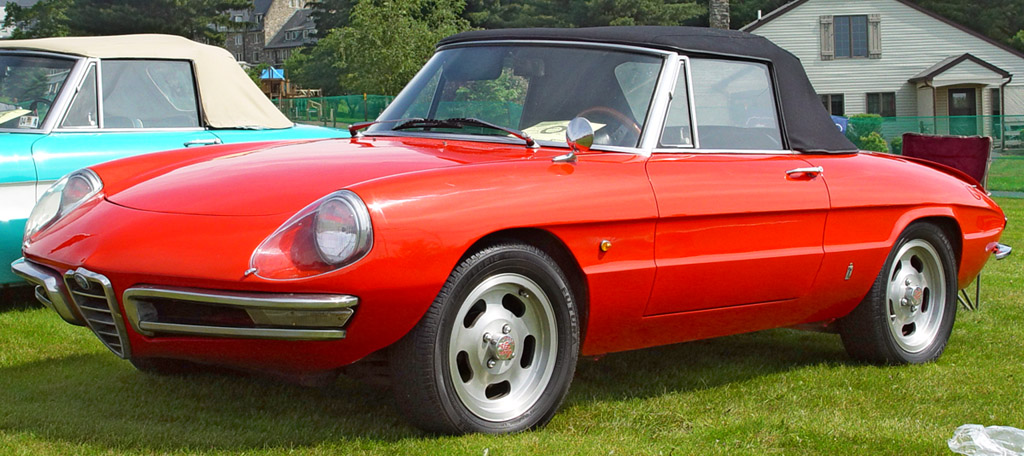
Un'Alfa Romeo Spider

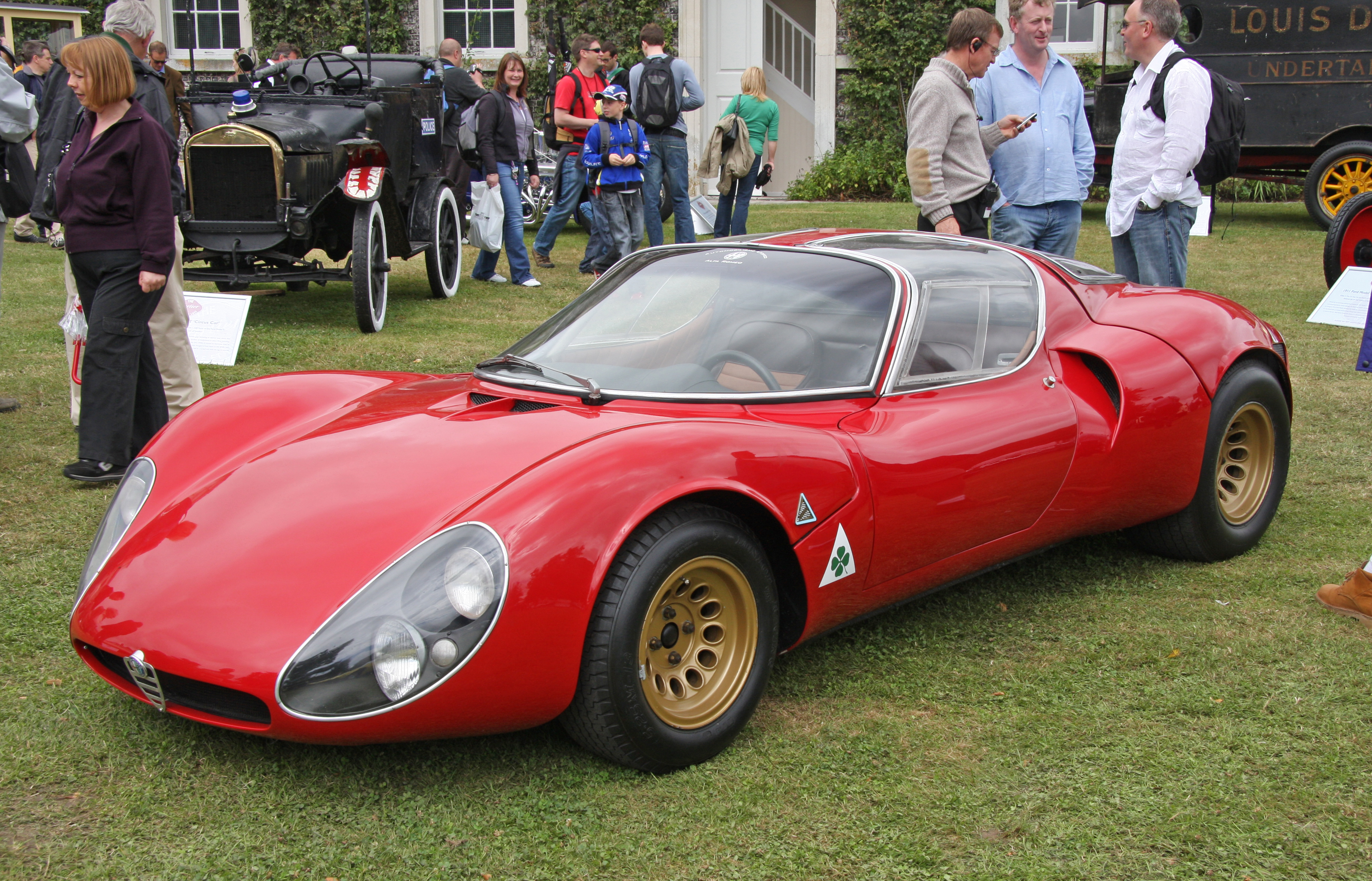
Un'Alfa Romeo 33 Stradale

Per completare la gamma, l'Alfa Romeo decise poi di lanciare sui mercati anche un modello spyder dalle prestazioni brillanti che sarebbe succeduto alla Giulia Spider la cui linea, a sua volta, derivava da quella della Giulietta Spider. Il design della linea della nuova vettura fu affidato alla Pininfarina che aveva disegnato, tra l'altro, anche la carrozzeria delle sue due antenate. Il modello da produrre in serie debuttò nel marzo del 1966 con il nome di "1600 Spider". Subito dopo, però, fu deciso di associare alla vettura un appellativo che entrasse nell'immaginario collettivo e quindi venne indetto un concorso dalla rivista Quattroruote dove i lettori avrebbero potuto suggerirne il nome; vinse un ingegnere bresciano, Guidobaldo Trionfi, che aveva proposto il nome "Duetto", richiamando il fatto che il modello fosse a due posti. Già nel 1966 tale appellativo venne affiancato ufficialmente alla 1600 Spider, ma poté essere usato per poco tempo a causa dell'omonimia con una merendina al cioccolato venduta all'epoca. L'azienda dolciaria produttrice rivendicò infatti il diritto esclusivo di utilizzo commerciale della denominazione "Duetto" e quindi la casa automobilistica milanese fu obbligata a cambiare il nome del modello in "Alfa Romeo Spider"; nonostante questa diatriba, il modello è però universalmente conosciuto come "Duetto". Il pianale del Duetto derivava da quello della Giulia, e fu l'ultimo lavoro di Battista Farina prima di morire. Il Duetto ebbe un grandissimo successo che travalicò i confini nazionali arrivando fino agli Stati Uniti, dove fu molto popolare anche grazie all'apparizione nel film Il laureato (1967; questa pellicola fu, tra l'altro, il primo ruolo da protagonista di Dustin Hoffman). In questi anni l'Alfa Romeo, che era all'apogeo della sua fama, introdusse un altro modello che passò alla storia, la 33 Stradale. Derivata dal modello da competizione Tipo 33 e dotata di una carrozzeria che fu una tra le più belle della sua epoca, la 33 Stradale fu prodotta in un numero molto ristretto di esemplari. Il progetto da cui nacque la Tipo 33, ovvero la capostipite di molti modelli da competizione che corsero fino agli anni settanta, fu un'idea di Luraghi.
Nel 1963, sempre per volere di Luraghi e grazie all'impegno di Carlo Chiti, nacque invece l'Autodelta, che l'anno successivo si tramutò nella sezione corse dell'Alfa Romeo. Questo reparto corse esterno fu voluto da Luraghi per dotare l'Alfa Romeo di una struttura snella e indipendente che sollevasse la casa madre dal cospicuo lavoro connesso alle competizioni. Nel 1966 l'Alfa Romeo acquistò l'Autodelta, che divenne quindi il nuovo reparto corse ufficiale della casa sostituendo quello interno all'azienda. Uno dei modelli preparati dall'Autodelta in questo periodo, la Giulia GTA, vinse, tra gli anni sessanta e settanta, sei Campionati Europei Turismo.
All'epoca il dominio dell'Alfa Romeo nel categoria delle vetture medio-grandi era incontrastato e quindi la casa automobilistica milanese decise di progettare un modello che avrebbe sostituito la poco fortunata 2600 collocandosi nella fascia delle auto di grande cilindrata. Questa volta si optò per un modello più piccolo e meno costoso, utilizzando come base la Giulia per limitare i costi di progettazione. Nacque così, nel 1967, la 1750. La nuova vettura, che piacque al mercato, fu però anche la prima "vittima" dell'autunno caldo visto che, a causa delle agitazioni sindacali, furono registrati, a partire dal 1969, rallentamenti nell'attività produttiva ed episodi di sabotaggio.

## Gli anni settanta
Gli anni sessanta e settanta furono caratterizzati dalla collaborazione tra l'Alfa Romeo ed i migliori designer italiani; ad esempio lavorarono per la casa del Biscione la Zagato, che disegnò le linee di molte coupé del marchio, la Pininfarina, a cui si deve la Duetto, e la Bertone, che disegnò, tra l'altro, la Montreal del 1970, modello che non ebbe il successo sperato perché fu lanciato sui mercati poco prima della crisi energetica del 1973 e quindi venne penalizzato dagli alti consumi del suo motore V8 da 2,5 l. Per quanto concerne invece i modelli esistenti, nel 1971 dalla 1750 fu sviluppata la 2000.

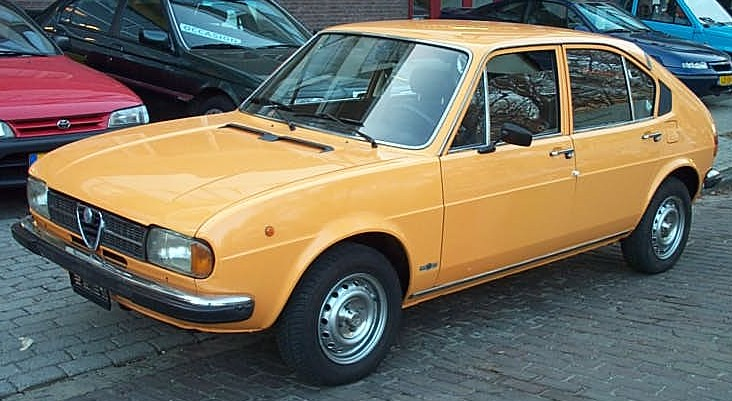
Un'Alfa Romeo Alfasud

Sul fronte delle strategie aziendali, già alla fine degli anni sessanta venne deciso il rifacimento dello stabilimento di Pomigliano d'Arco, che prevedeva la sua trasformazione da centro produttivo di motori aeronautici a stabilimento automobilistico a tutti gli effetti. Il progetto di assemblare un modello di piccole dimensioni in Italia meridionale risaliva comunque agli anni cinquanta anche se, per varie vicissitudini, fu reso operativo solo negli anni settanta. Uno dei motivi che spinse Luraghi a investire nel Sud Italia fu il tentativo di limitare l'emigrazione meridionale verso le fabbriche del Nord, portando quindi il lavoro nelle zone di origine del fenomeno. In questo modo, secondo Luraghi, si sarebbe limitata la nascita di quei problemi sociali e di integrazione che scaturivano dal massiccio esodo di migranti verso le regioni settentrionali.
La prima vettura che venne prodotta a Pomigliano d'Arco fu l'Alfasud, cioè un modello medio-piccolo che segnò l'esordio della casa del Biscione in questo segmento e che venne assemblata a partire dal 1972. L'Alfasud era dotata di una carrozzeria che nacque dalla matita di Giorgetto Giugiaro e di un piccolo motore da 1,2 l che però non pregiudicava, per le sue dimensioni, le brillanti prestazioni del modello. Il modello ebbe due primati: fu la prima Alfa Romeo a trazione anteriore ed il primo modello della casa del Biscione ad aver installato il motore boxer Alfa Romeo. Già al momento del lancio, l'Alfasud ebbe un buon successo commerciale anche grazie all'ampliamento verso il basso della potenziale clientela. Quest'ultima, infatti, ora comprendeva anche possibili acquirenti che in precedenza non avrebbero mai potuto permettersi un modello Alfa Romeo nuovo. Dato che ora la produzione non era realizzata solo in provincia di Milano ma anche in Campania, al marchio Alfa Romeo venne rimosso il riferimento al capoluogo meneghino.

Un'Alfa Romeo Alfetta

All'Alfasud, sempre nel 1972, fu affiancato un nuovo modello, l'Alfetta, ovvero una berlina di fascia medio-alta che si collocò - nella gamma Alfa Romeo - tra la Giulia e la 2000. L'Alfetta era mossa dalla versione da 1,8 litri del motore bialbero Alfa Romeo che aveva fatto il suo debutto nel 1968 sulla 1750. L'Alfetta presentava una meccanica completamente nuova che fu sviluppata per modernizzare la trasmissione, le sospensioni e il telaio, i cui schemi risalivano ormai alla 1900 ed erano diventati obsoleti, soprattutto alla luce del progresso tecnologico fatto dalla concorrenza. Il nome della nuova vettura derivava invece dal soprannome del modello da competizione che aveva vinto il primo campionato del mondo di Formula 1, la 158. La scelta del nome non fu casuale e non venne neppure dettata dalla tradizione: la nuova meccanica, infatti, derivava dalle vetture da competizione e comprendeva un telaio con sospensioni anteriori a quadrilateri ed un ponte posteriore De Dion. La trasmissione seguiva invece lo schema transaxle, con il cambio e la frizione montati in blocco nel retrotreno per ottenere una perfetta ripartizione delle masse. Nello specifico, la soluzione del ponte De Dion derivava dalle vetture da competizione degli anni cinquanta e venne installato perché permetteva alle ruote di muoversi indipendentemente senza avere deviazioni sfavorevoli della campanatura, con conseguente miglioramento della tenuta di strada. Per queste novità tecniche, l'Alfetta suscitò inizialmente qualche dubbio in alcuni dirigenti dell'Alfa Romeo, che temevano una risposta negativa da parte del mercato abituato alla classica e collaudata meccanica Alfa Romeo: non si poteva prevedere con certezza la reazione dei potenziali acquirenti nei confronti di un cambiamento così radicale. Da un punto di vista meccanico l'Alfetta era però all'avanguardia, e nessun altro modello della concorrenza possedeva uno schema così raffinato. Il nuovo modello aveva però un difetto rilevante: possedeva qualche problema d'assemblaggio.

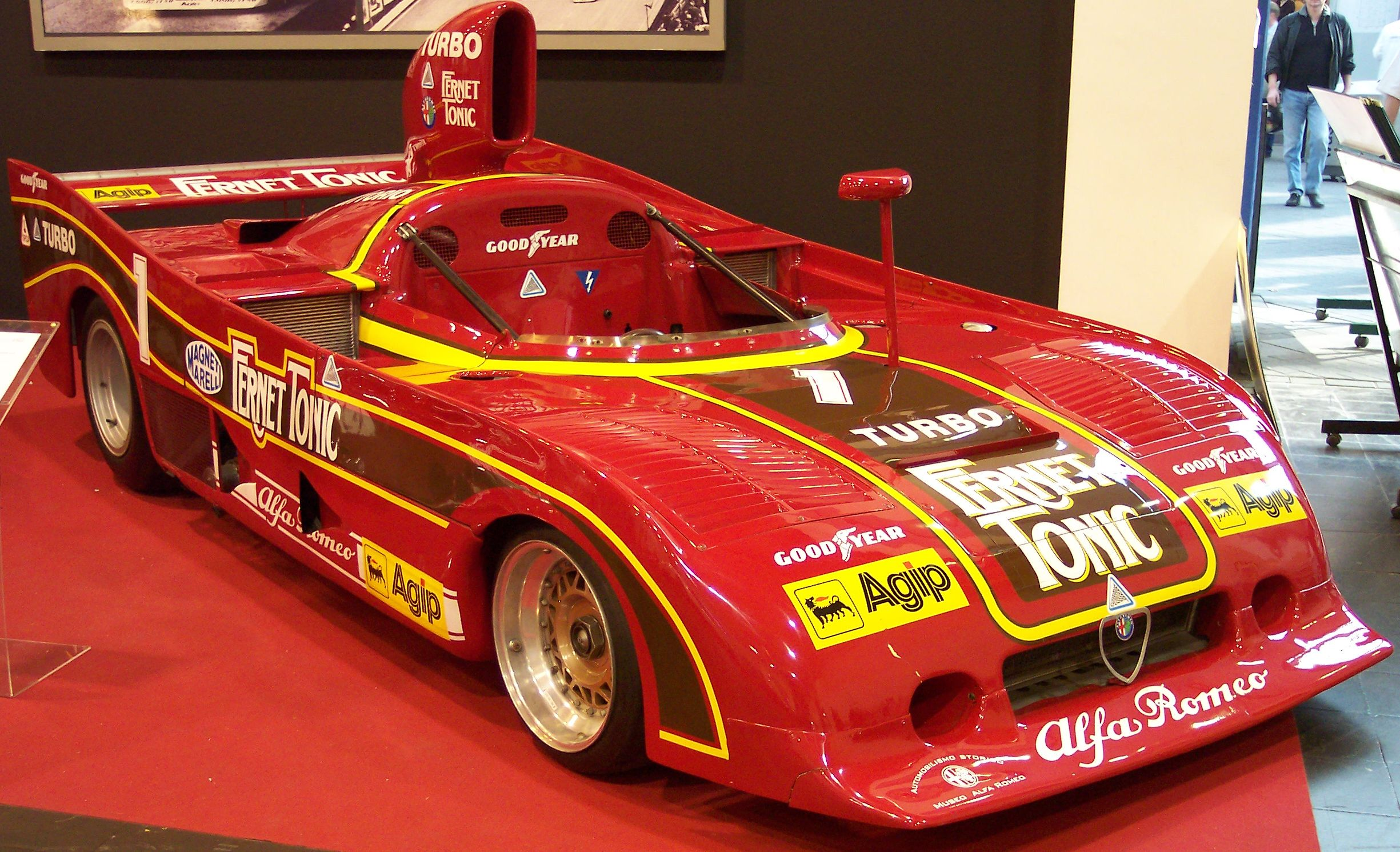
L'Alfa Romeo 33 SC 12 campione del mondo SportPrototipi nel 1977 con Arturo Merzario, Vittorio Brambilla e Jean-Pierre Jarier

Per quanto riguarda le competizioni, gli anni settanta videro l'Alfa Romeo impegnata soprattutto nelle corse con auto a "ruote coperte", in particolare con la Tipo 33 e le sue derivate, che si imposero in due edizioni del campionato del mondo sportprototipi (1975 e 1977). Nell'edizione del 1977 l'Alfa Romeo vinse tutte le gare in calendario nella propria categoria, mentre in quella del 1975 si impose nella graduatoria assoluta. I piloti artefici di questi successi furono Arturo Merzario, Jacques Laffite, Jochen Mass, Derek Bell, Nino Vaccarella, Jean-Pierre Jarier, Vittorio Brambilla e Henri Pescarolo.

Nonostante le vittorie sportive, gli anni settanta non furono altrettanto fortunati riguardo alla produzione di serie, soprattutto a causa della crisi petrolifera del 1973 che colpì pesantemente il comparto dell'auto. Le vendite di autovetture registrarono infatti un vistoso calo a causa del rapido e vertiginoso aumento del prezzo dei carburanti. Invece, sul fronte manageriale, nel 1974 Luraghi lasciò l'Alfa Romeo in seguito allo scontro avvenuto con i dirigenti dell'IRI e del CIPE per la possibile realizzazione di un quarto stabilimento Alfa Romeo in Irpinia, collegio elettorale di Ciriaco De Mita. L'obbiettivo era infatti quello di produrvi l'Alfetta con il contemporaneo ridimensionamento dello stabilimento di Arese. Luraghi reputava antieconomica la proposta di aprire un secondo stabilimento al Sud, soprattutto alla luce delle difficoltà sorte a causa della crisi energetica preferendo, al contrario, il potenziamento del sito produttivo di Arese. Questo quarto stabilimento Alfa Romeo fu poi realizzato a Pratola Serra nel 1981 per l'assemblaggio dell'Arna. Dal 1996 vi si producono motori per il gruppo Fiat.

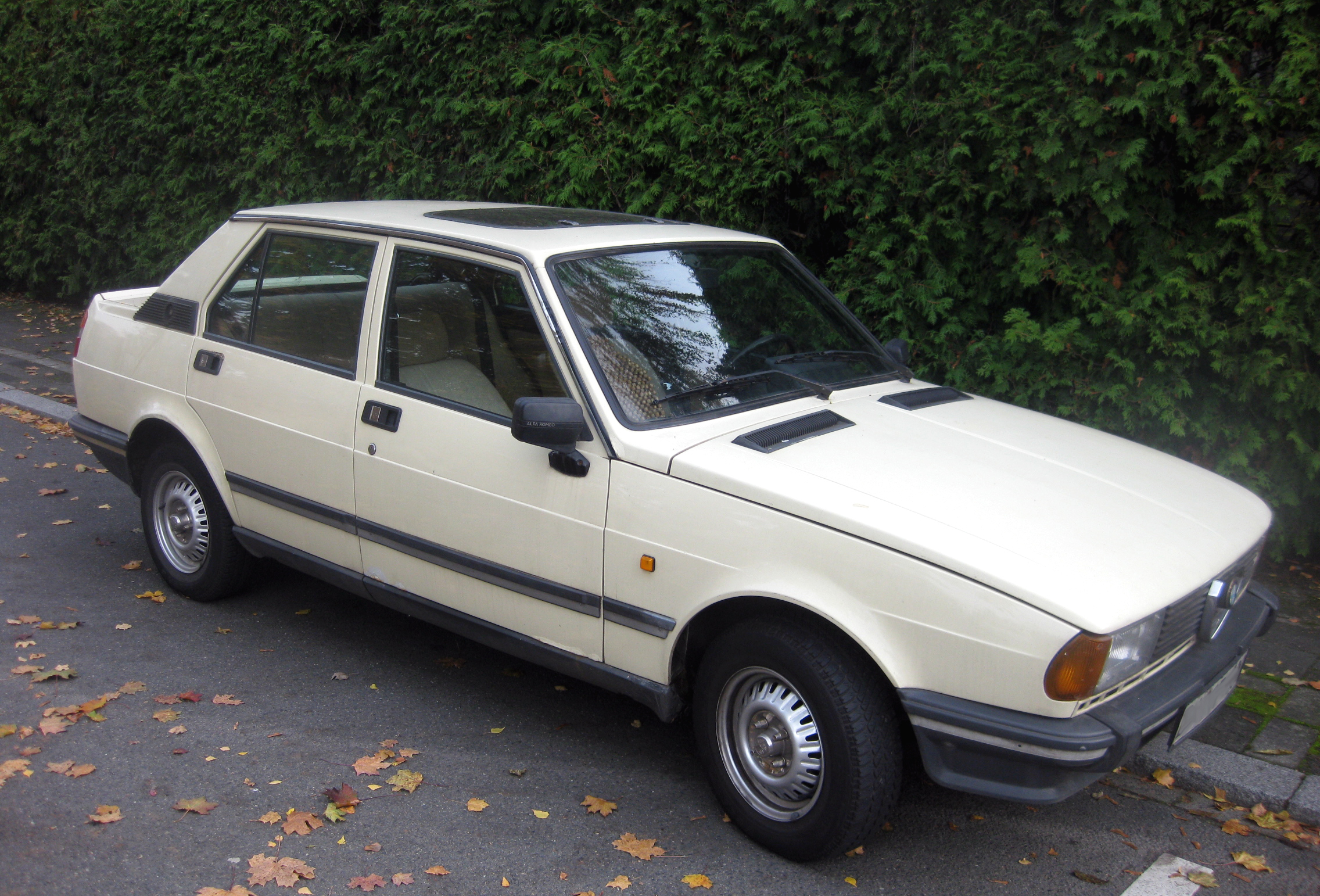
Un'Alfa Romeo Giulietta

Per quanto riguarda i modelli da strada, la seconda parte degli anni settanta fu segnata dall'avvio di una fase di gravi difficoltà che si tradusse in una sostanziale passività nei confronti dell'aggiornamento dei modelli più datati e del lancio di nuove vetture. La Giulia, che era obsoleta già da anni, fu sostituita solo nel 1977 dalla nuova Giulietta, che riprese la meccanica dall'Alfetta ma si posizionò in una fascia di mercato inferiore dato che fu proposta con due motorizzazioni più piccole, 1300 e 1600 cm³. La carrozzeria era però completamente diversa da quella della Giulia, poiché era caratterizzata da linee squadrate. Nel contempo fu introdotta l'Alfetta con motore da 2 litri, il cui debutto seguì di qualche anno la versione con propulsore da 1,6 litri.
Poco più tardi, e dopo una lunga gestazione, venne introdotta la nuova ammiraglia, a cui fu dato il nome di Alfa 6 (1979). Nonostante fosse dotata del celebre motore V6 Busso, ovvero del primo motore a sei cilindri Alfa Romeo dopo quello installato sulla 2600, l'Alfa 6 si rivelò un flop commerciale a causa della linea obsoleta, del clima economico di quegli anni che sconsigliava l'acquisto di auto di grande cilindrata e del crescente antagonismo dei modelli BMW e Mercedes-Benz. Nel medesimo anno debuttò la prima vettura italiana con motore Diesel sovralimentato, l'Alfetta Turbodiesel; ebbe un buon successo soprattutto grazie alle prestazioni, che la collocavano nelle prime posizioni della classifica stilata in base alle performance delle vetture con questo genere di alimentazione. L'affermazione lenì l'insuccesso della prima Alfa Romeo Diesel, una Giulia a cui era stato montato, nel 1976, il propulsore del furgone Alfa Romeo F12.
Alla fine degli anni settanta l'Alfa Romeo tornò a gareggiare in Formula 1. Il preludio risaliva al decennio precedente, quando la casa del Biscione aveva fornito il propulsore a scuderie minori, e alla prima parte degli anni settanta, quando i motori Alfa Romeo erano stati montati, dal 1970 al 1971, su vetture McLaren e March. Con l'intenzione di far esperienza nei Gran Premi preparandosi nel contempo a una partecipazione diretta come costruttore, nel 1975 l'Alfa Romeo stipulò un accordo con la Brabham sempre per la fornitura di motori. L'Alfa Romeo prese poi parte al campionato di Formula 1 come costruttore dal 1979 al 1985, ma senza ottenere grandi successi. Questo ritorno in Formula 1 fu funestato dalla morte del pilota Patrick Depailler, che si schiantò, durante alcune prove in Germania nel 1980, sulla sua Alfa Romeo.

## Gli anni ottanta

Un'Alfa Romeo Arna

Il periodo compreso tra la fine degli anni settanta e l'inizio degli anni ottanta fu caratterizzato dalla presenza, nella gamma Alfa Romeo, di modelli obsoleti e superati che non vennero sostituiti da vetture nuove all'altezza del prestigio del marchio. Era lacunosa anche la fattura dei modelli, che difettavano per l'assemblaggio poco curato e per la scarsa qualità dei materiali. Quest'ultima, in particolare, comportava anche problemi di ruggine al corpo vettura e ciò causò, tra l'altro, il peggioramento dell'immagine del marchio, soprattutto in ambito internazionale. Nel frattempo, la crisi energetica stava mitigando i suoi effetti inibitori nei confronti dell'economia e ciò portò - tra le varie conseguenze - anche a una più forte concorrenza da parte di case automobilistiche estere. Pertanto l'Alfa Romeo passò da una situazione caratterizzata dalla presenza di un solo concorrente principale - la Lancia - a una nuova condizione che era contraddistinta dalla presenza di una forte e crescente concorrenza dei modelli dei marchi stranieri, che avevano beneficiato dell'internazionalizzazione dei mercati avvenuta durante la crisi energetica. In questo contesto sfavorevole, la situazione dell'Alfa Romeo peggiorò ulteriormente. Il primo provvedimento che fu preso dalla dirigenza dell'Alfa Romeo per fronteggiare la situazione fu quello di operare, all'inizio degli anni ottanta, un restyling dell'intera gamma con risultati esteticamente discutibili. Questo aggiornamento, di conseguenza, non portò i benefici sperati.

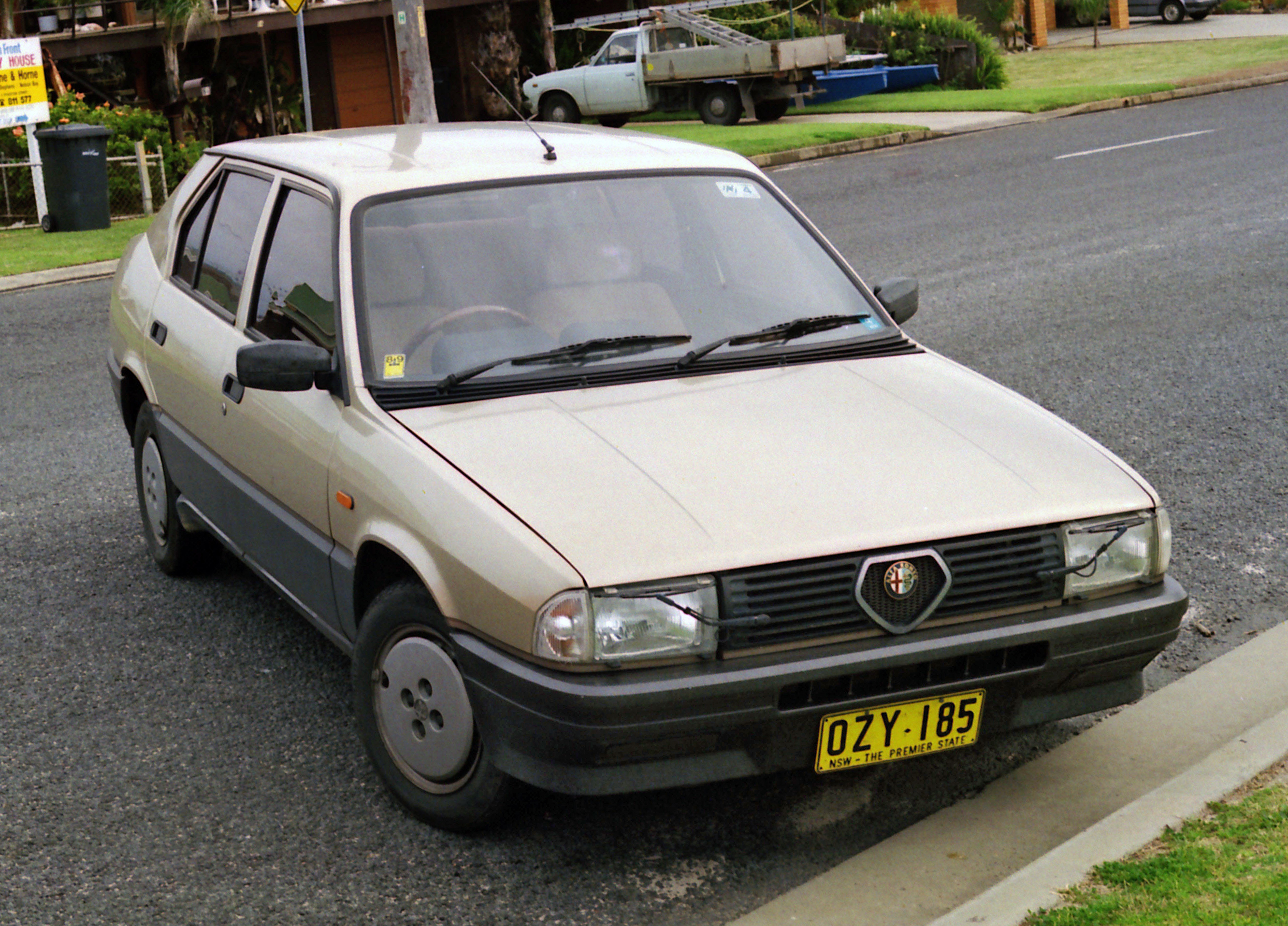
Alfa Romeo 33 del 1984

Un avvenimento che migliorò temporaneamente la situazione fu il lancio, nel 1983, del nuovo modello che sostituì l'Alfasud, la 33. La 33 si basava sull'autotelaio e sulla meccanica del modello che rimpiazzava, ma presentava una carrozzeria dalle linee moderne. La 33 ebbe un ottimo riscontro commerciale e diede quindi un po' di respiro alle casse dell'azienda. Il successo fu anche decretato dalla versione 4x4 e da quella familiare; quest'ultima, in particolare, aiutò a diffondere questo tipo di carrozzeria tra gli italiani. Fino ad allora, infatti, le vetture familiari erano considerate solamente adatte a essere utilizzate come veicoli da lavoro. Come conseguenza del lancio della 33 familiare, ed anche grazie all'omologa versione della Lancia Thema, gli italiani iniziarono ad apprezzare questo tipo di carrozzeria anche come auto per famiglie. Sempre nel 1983 prese vita il tentativo di joint venture con la casa nipponica Nissan che portò alla messa in produzione dell'Arna: basata sul telaio della Nissan Cherry e dotata della meccanica della 33, l'Arna non ottenne però il successo sperato poiché la potenziale clientela non riconobbe in questo modello i tratti caratteristici tipici delle vetture della casa del Biscione, da cui il modello era infatti ben lontano, decretando quindi un clamoroso flop commerciale. Con questo modello, il prestigio dell'Alfa Romeo raggiunse probabilmente il punto più basso della sua storia.
A questo punto l'Alfa Romeo si trovò priva della liquidità necessaria per rinnovare in modo radicale la gamma con la sostituzione delle vetture più vecchie e quindi la dirigenza decise di lanciare sui mercati una nuova ammiraglia che si sarebbe dovuta basare sui modelli precedenti. La 90, questo il suo nome, debuttò sui mercati nel 1984 e sostituì sia l'Alfetta che l'Alfa 6. Fu dotata della meccanica della prima e di un moderno corpo vettura disegnato dalla Bertone.

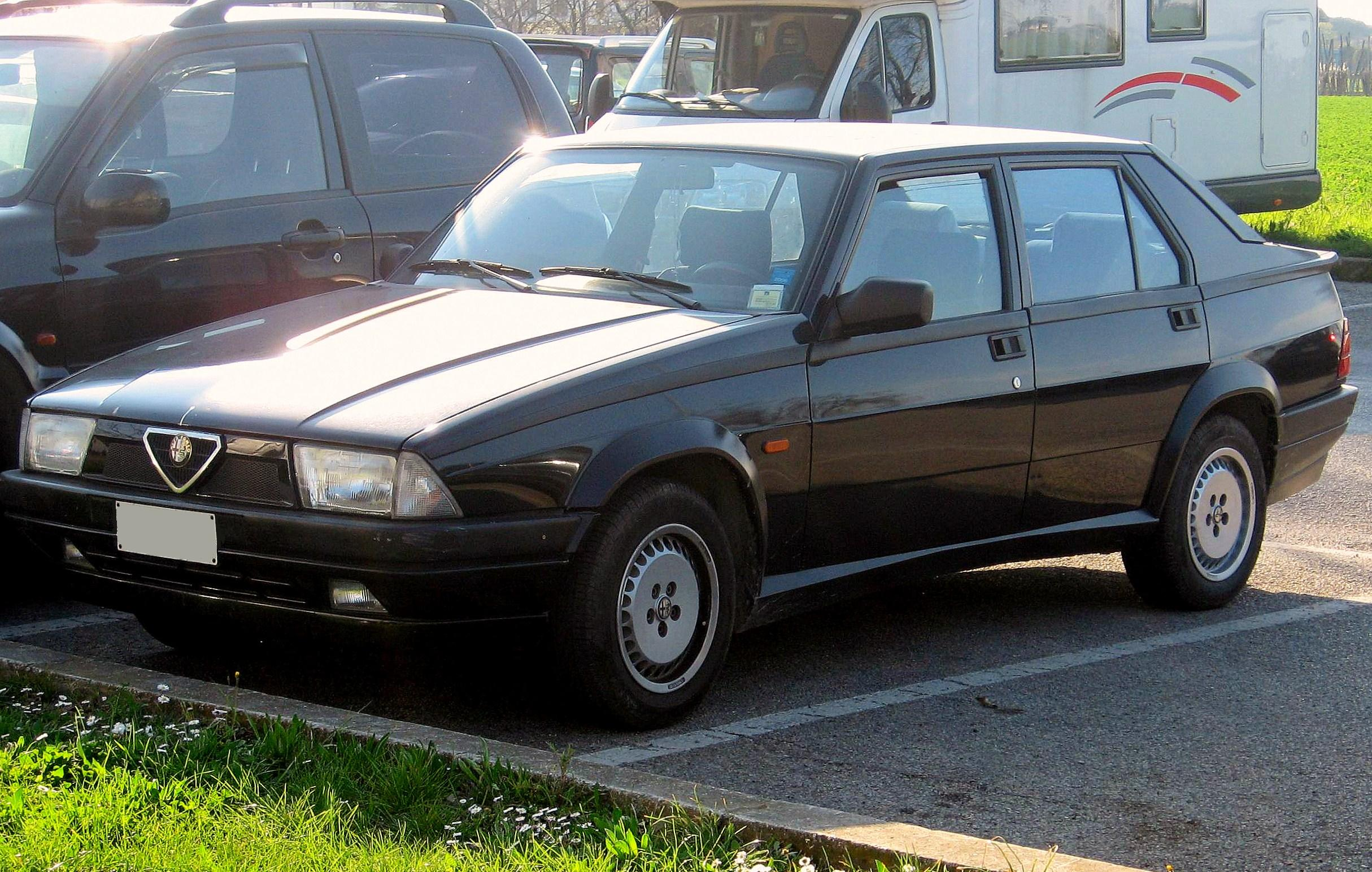
Un'Alfa Romeo 75

La nuova ammiraglia fu però offuscata da un altro nuovo modello che era basato sull'Alfetta, la 75. La 75, che sostituì la Giulietta nel 1985, traeva il nome dall'anniversario di fondazione dell'Alfa Romeo, che proprio quell'anno compiva 75 anni di attività, e fu l'ennesimo frutto della strategia di derivare i nuovi modelli da vetture precedenti. La 75 ebbe un buon successo sui mercati e fu la prima Alfa Romeo a montare il nuovo motore Twin Spark. Questo però non fu il primo propulsore della casa ad avere la doppia accensione, che aveva debuttato nel 1914 sulla Grand Prix. La 75 fu l'ultima berlina sportiva Alfa Romeo a trazione posteriore fino al debutto della Giulia nel 2015 e venne offerta sui mercati con un'ampia gamma di motorizzazioni.
Sul fronte delle competizioni, questi anni furono ricchi di soddisfazioni soprattutto grazie alla GTV 6, che si aggiudicò il Campionato Europeo Turismo nelle stagioni 1982, 1983, 1984. Sempre in riferimento alle gare, nel 1985 venne deciso di liquidare l'Autodelta; dall'anno successivo, le gare tornarono a essere gestite dall'Alfa Corse, il cui nome era già stato associato a una struttura che si era occupata delle competizioni della casa automobilistica del Biscione.

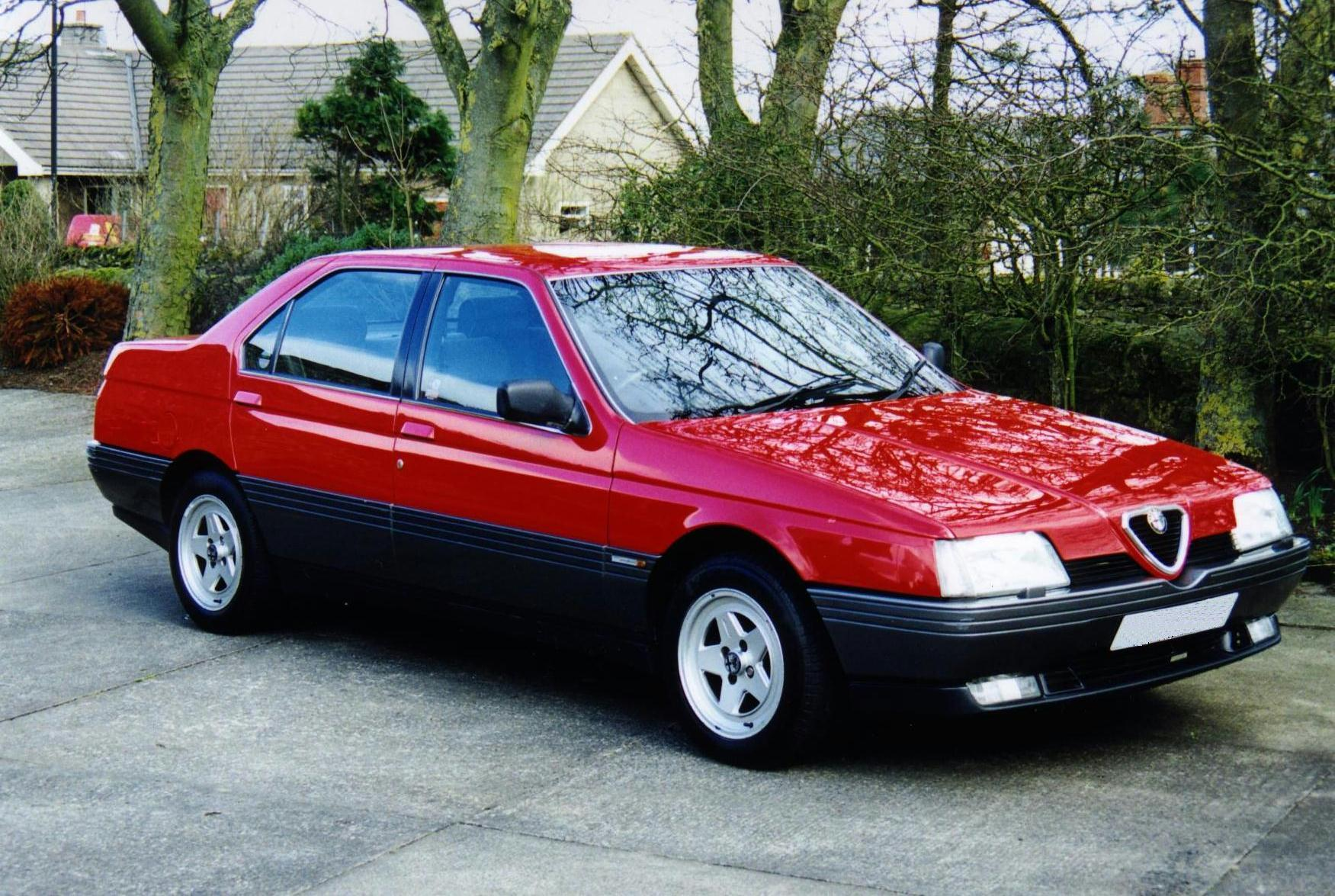
Un'Alfa Romeo 164

L'azienda, nonostante il lancio di modelli che ebbero un buon riscontro commerciale, aveva però ancora i conti in rosso. Questa situazione finanziaria era principalmente dovuta agli alti costi di produzione; ad esempio, all'inizio degli anni ottanta, l'Alfa Romeo per assemblare un'Alfetta spendeva una cifra tripla rispetto al prezzo a cui il modello era poi venduto al pubblico. Con l'obiettivo di ridurre le perdite dell'IRI, il governo italiano di allora incaricò il presidente della holding delle industrie di Stato, Romano Prodi, di vendere la casa automobilistica del Biscione, che nel frattempo aveva raggiunto un debito reale di oltre 2000 miliardi di lire (ben oltre quindi i 700 miliardi ufficialmente riconosciuti) a un gruppo privato. Nel 1986, dopo un'accesa battaglia con la Ford, il gruppo Fiat acquisì l'Alfa Romeo grazie all'intercessione di Prodi che impedì, non senza polemiche, l'acquisto da parte del gruppo automobilistico statunitense. Dopo l'acquisizione, la Fiat decise di accorpare l'Alfa Romeo a un'altra azienda del gruppo, la Lancia, dando vita alla "Alfa-Lancia Industriale", alla cui presidenza venne nominato Vittorio Ghidella. Nel contempo, la nuova proprietà decise di ottimizzare la gamma delle vetture con l'uscita di scena dell'Arna e della 90 e con l'aggiornamento degli altri modelli rimasti in listino.
Nel 1987 venne introdotta la 164, l'ammiraglia nata sullo sviluppo del pianale Tipo4 di origine Fiat, insieme a Lancia e SAAB. Ciò fu possibile grazie a un accordo tra l'Alfa Romeo e i due gruppi automobilistici concorrenti prima dell'acquisto da parte della Fiat, il cui scopo era quello di contenere i costi di progettazione e sviluppo dei modelli. La 164 presentava però un disegno stilistico particolare, opera della Pininfarina. Il modello rappresentò una pietra miliare nella storia della casa, dato che fu la prima ammiraglia Alfa Romeo a trazione anteriore. Nel frattempo, prima del lancio dei nuovi modelli che si sarebbero basati su pianali del gruppo Fiat, nel 1988 e nel 1989 erano state riviste, rispettivamente, la 75 e la 33. Sempre nel 1989 venne presentata una coupé in serie limitata che aveva lo scopo di rinverdire la fama sportiva dell'Alfa Romeo. Alla SZ, questo il suo nome, venne poi affiancata nel 1991 la RZ, ossia la sua versione cabriolet. La SZ fu il primo modello Alfa Romeo interamente progettato e prodotto sotto la guida del gruppo Fiat, pur mantenendo architetture meccaniche derivanti dall'Alfetta. Nel 1988 terminò invece la produzione dei furgoni. Gli ultimi due modelli realizzati, l'AR6 e l'AR8, traevano origine da un accordo con l'Iveco ed erano, rispettivamente, dei Fiat Ducato e degli Iveco Daily rimarchiati. Con essi, si concluse la produzione di veicoli commerciali marchiati Alfa Romeo.

## Gli anni novanta

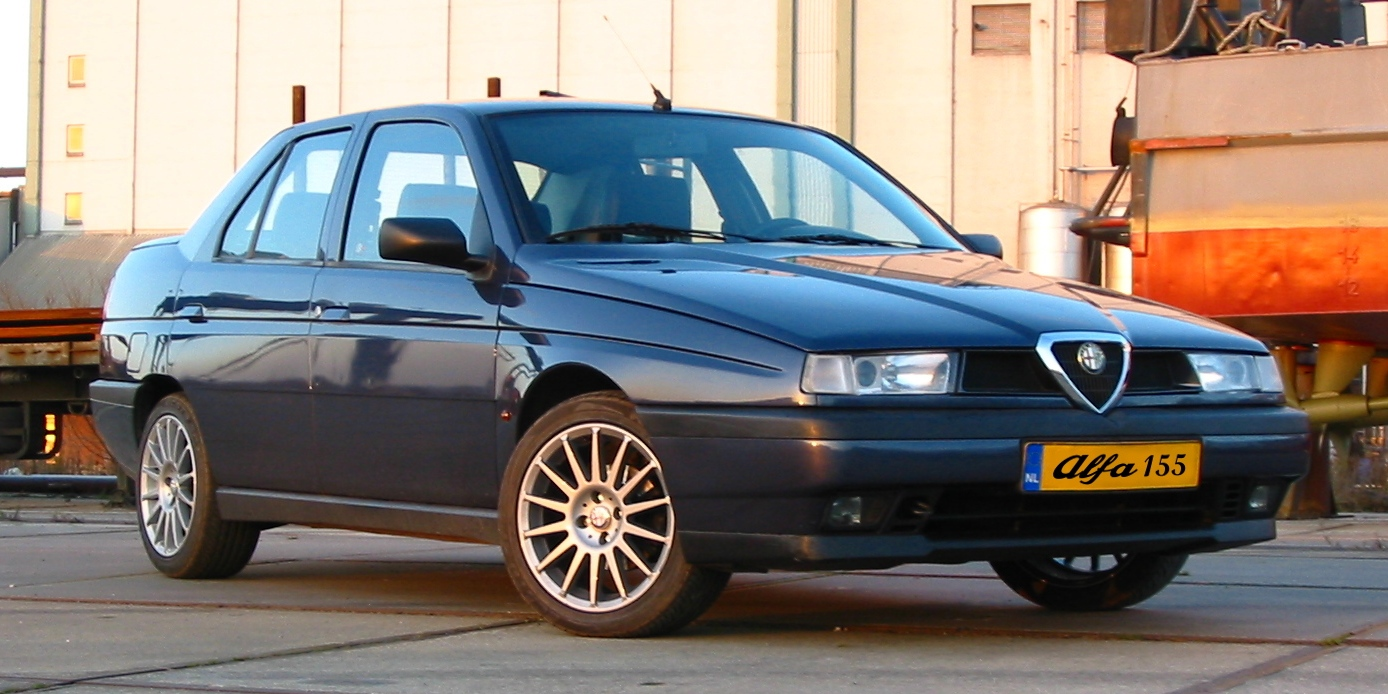
Un'Alfa Romeo 155

L'inizio del decennio conclusivo del XX secolo fu caratterizzato dall'ultimo aggiornamento della Spider Duetto, le cui origini affondavano negli anni sessanta. Queste modifiche, che vennero introdotte nel 1990, comprendevano l'installazione di paraurti in tinta con la carrozzeria e la revisione della parte posteriore, il cui disegno era ora influenzato da quello della 164.

Il secondo modello progettato e sviluppato dalla nuova proprietà fu invece la 155, che venne introdotta nel 1992. Essa era basata sul pianale Tipo2, che era già utilizzato da molte vetture del gruppo dell'epoca, la 155 fu assemblata nello stabilimento di Pomigliano d'Arco. A causa della meccanica in sinergia con altre vetture del gruppo e dell'abbandono della trazione posteriore a favore di quella anteriore la 155 non venne accolta con favore dagli alfisti, nonostante la presenza di soluzioni meccaniche raffinate come i motori bialbero "Twin Spark"con sistema a doppia accensione e variatore di fase oppure la tecnologia della versione a trazione integrale Q4, che derivava da quella della Lancia Delta Integrale. La Fiat decise di derivare la meccanica dei modelli Alfa Romeo da quella delle vetture Fiat con l'obiettivo di contenere i costi, scegliendo soluzioni che semplificassero il più possibile gli schemi che erano alla base delle sospensioni, della trasmissione e di altri elementi, prestando anche attenzione alla semplicità manutentiva dei componenti meccanici. La 155, nelle competizioni, vinse diversi campionati nazionali Turismo, tra cui il prestigioso Deutsche Tourenwagen Meisterschaft interrompendo il dominio delle vetture tedesche.

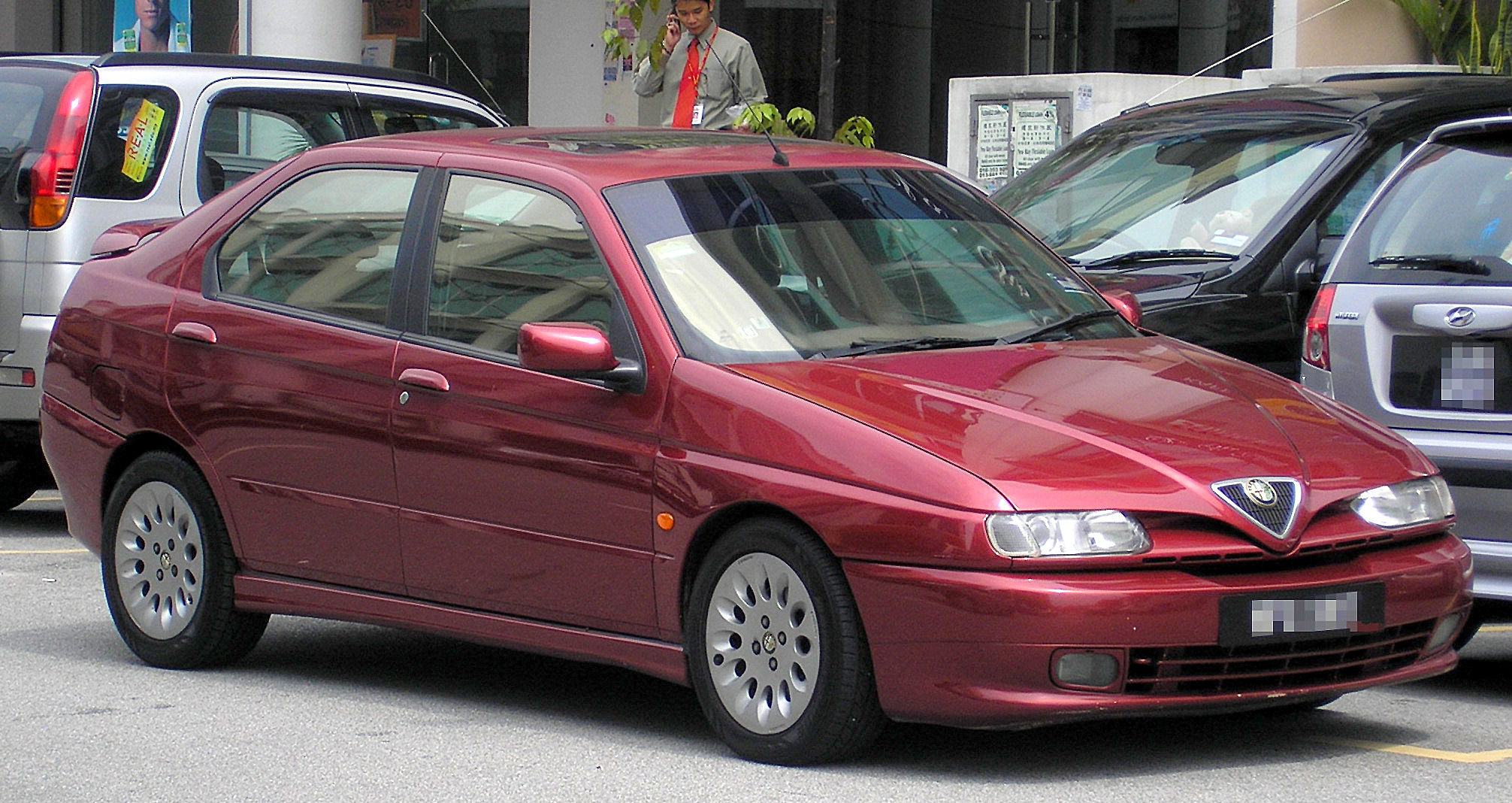
Un'Alfa Romeo 146

Poco dopo furono lanciati i due modelli che sostituirono la 33, la 145 e la 146, che debuttarono, rispettivamente, nel 1994 e nel 1995. Entrambe le vetture erano berline basate sul pianale della 155 e erano caratterizzate da una carrozzeria dai tratti innovativi: la 145 aveva dimensioni contenute e possedeva una carrozzeria a tre porte e due volumi, mentre la 146 era a due volumi e mezzo, a cinque porte. Dalla 33 i due modelli ereditarono invece i motori boxer Alfa Romeo, sostituiti qualche anno più tardi dai Twin Spark.
Il 1995 fu anche l'anno d'esordio di un'altra coppia di modelli che ripresero questa volta due nomi storici per la casa del Biscione: la GTV e la Spider. Vennero introdotti per rilanciare la fama sportiva del marchio e quindi furono dotati di motori dalle prestazioni brillanti. La meccanica derivava però da quella della Fiat Tipo, anche se fu realizzato un adattamento per fornire sportività ai modelli. Anche a causa della concorrenza delle omologhe vetture tedesche, i due modelli non ebbero però il successo sperato.

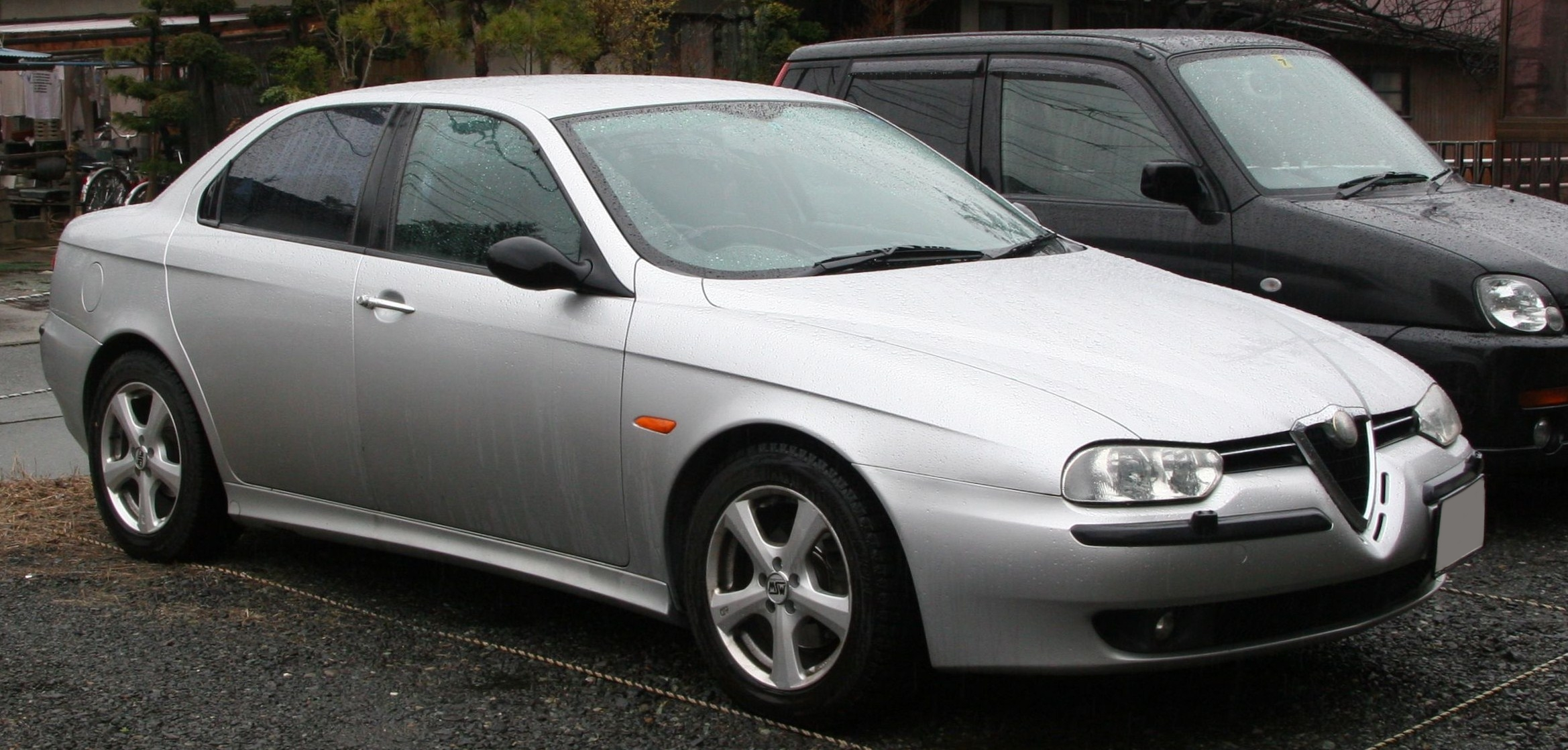
Un'Alfa Romeo 156

L'anno della svolta per l'Alfa Romeo fu il 1997, grazie al lancio della 156. La 156 sostituì la poco fortunata 155 e segnò, con la sua linea sportiva e innovativa, una rottura con le vetture del passato marcando nel contempo l'inizio di un nuovo concetto di stile che fu poi applicato anche sui modelli seguenti, pur con vari aggiornamenti. Questo nuovo concetto di stile, che fu opera di Walter de Silva, coniugava le linee caratteristiche di famosi modelli Alfa Romeo del passato con stilemi moderni. La 156 ebbe subito un successo notevole e inaspettato tant'è che vinse, nel 1998, il prestigioso premio di Auto dell'anno, anche grazie alla meccanica raffinata. È su questo modello che fu introdotto per la prima volta il cambio selespeed, ovvero una trasmissione semi-automatica con due leve dietro il volante che comandavano l'innesto delle marce; questo cambio derivava dal mondo delle corse e il suo lancio era stato realizzato per consentire un impiego sportivo della vettura. La 156 fu inoltre la prima auto al mondo ad aver installato il motore turbo diesel common rail. Nel 2000 ne fu introdotta la versione familiare, la Sportwagon.
Nel 1998 terminò la produzione della 164, che cedette il posto alla nuova ammiraglia della casa, la 166. La 166 si presentò con dimensioni ancor più generose della progenitrice ma conservando la trazione anteriore. Quest'ultimò aspetto generò malumori da parte tra gli alfisti, anche alla luce della tendenza seguita dai marchi rivali, indirizzata alla commercializzazione di modelli a trazione posteriore. La 166 era però dotata di un abitacolo molto comodo e di un equipaggiamento particolarmente ricco che rendeva il modello adatto, tra l'altro, agli itinerari lunghi. La 166 venne ritirata dal mercato nel 2007 dopo aver riscosso un buon successo commerciale.
Per quanto riguarda le competizioni, in questo periodo l'Alfa Romeo conquistò con la 156 quattro titoli europei turismo piloti (dal 2000 al 2003) grazie a Fabrizio Giovanardi e Gabriele Tarquini, e tre campionati europei turismo marche (dal 2000 al 2002).

## Gli anni duemila e duemiladieci

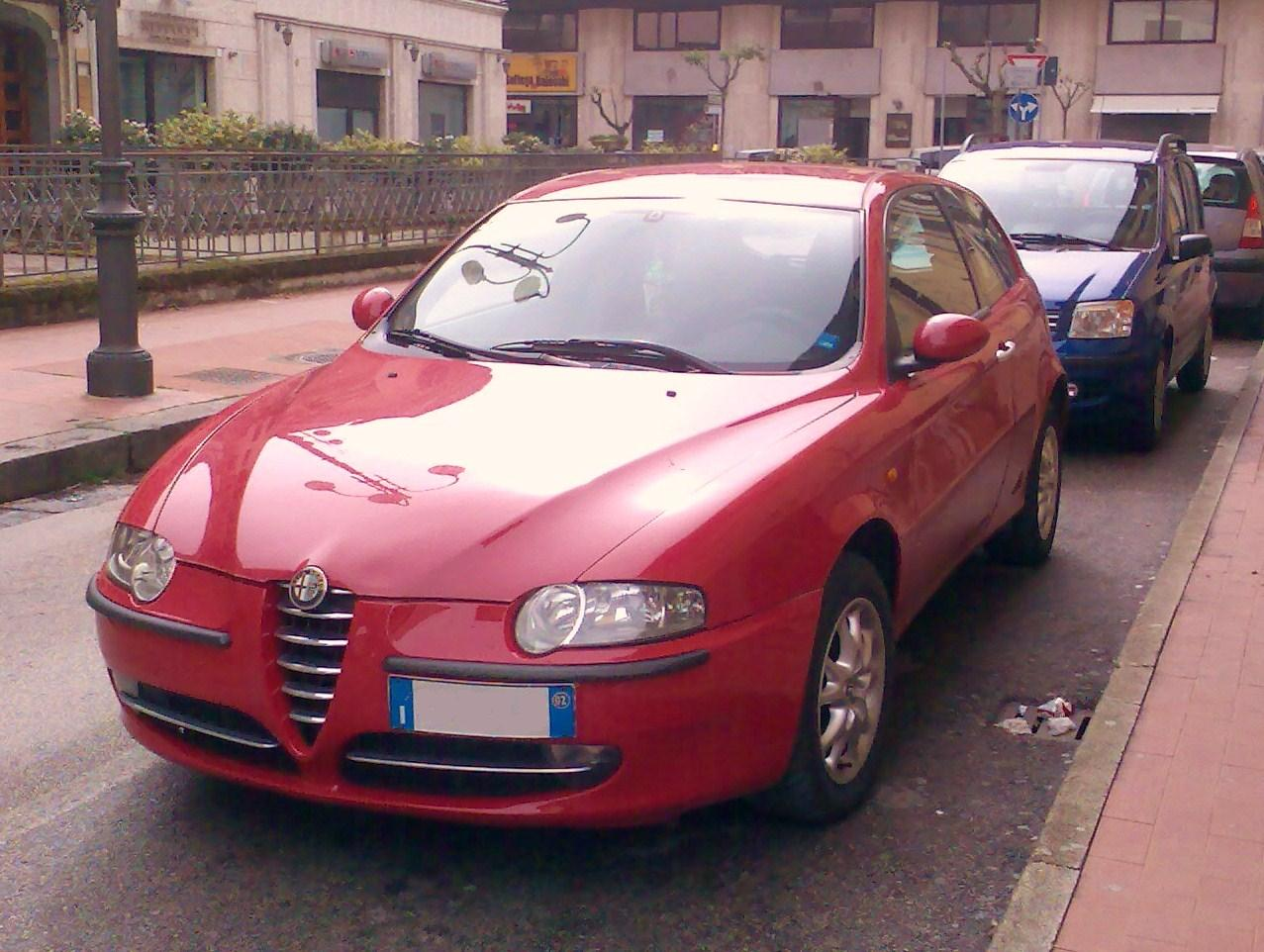
Un'Alfa Romeo 147

Il nuovo millennio iniziò per la casa del Biscione sotto ottimi auspici commerciali. Il nuovo modello che venne introdotto nel 2000, la compatta 147, ebbe infatti un grande successo tra il pubblico e riuscì ad aggiudicarsi il premio Volante d'Oro nel 2000 e il titolo di Auto dell'anno nel 2001. Da un punto di vista stilistico, l'introduzione sulla 147 di un frontale dalle linee più decise e definite, che ricordava quello della 1900, segnò l'inizio di un nuovo stilema che avrebbe contraddistinto le parti anteriori dei modelli successivi e i facelift delle vetture in listino.

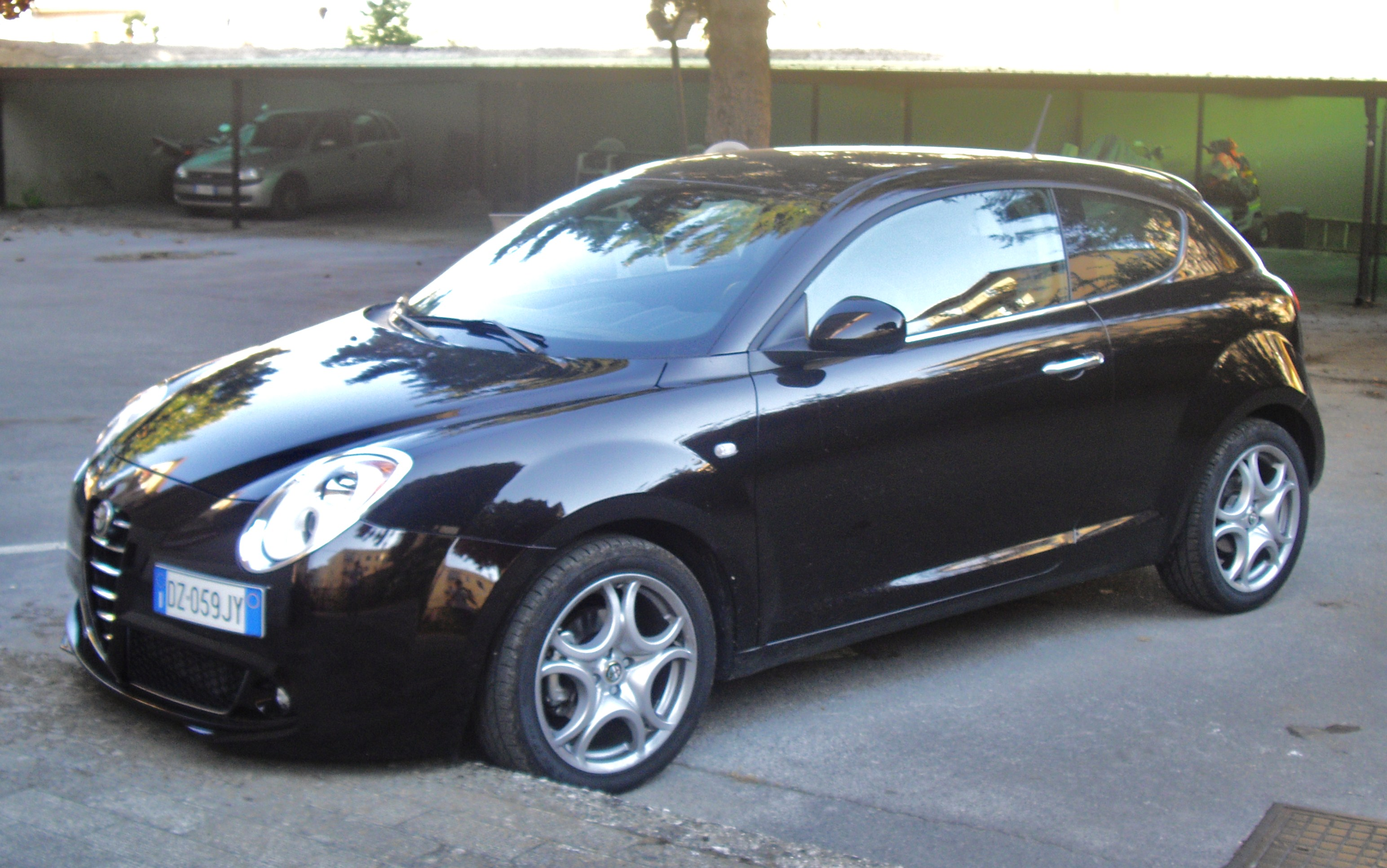
Un'Alfa Romeo MiTo

Il 2003 fu caratterizzato dall'aggiornamento dell'intera gamma, che venne ottenuto attraverso un radicale facelift. Furono rinnovate infatti la 156, la Spider, la GTV e la 166. Sempre nel 2003 avvenne la presentazione del modello GT, che l'anno successivo vinse il premio di "Automobile più bella del mondo". Nel 2004 venne invece aggiornata la 147 e furono lanciate sui mercati due nuove versioni della 156, la Q4 e la GT.
Nel 2005 debuttò la 159, ovvero il modello di gamma medio-alta che sostituì la 156. Disegnata dalla Giugiaro, la 159 era sostanzialmente un'evoluzione del modello che rimpiazzava nonostante fosse dotata di dimensioni e peso maggiori. La vettura venne realizzata in collaborazione con il gruppo General Motors; il pianale, infatti, era frutto di una cooperazione con il marchio Opel che però non ebbe seguito. La 159 era dotata di un'ampia gamma di motori tra cui i clienti potevano scegliere, e fu offerta sia in versione berlina sia familiare Sportwagon. Nello stesso anno debuttò la nuova coupé sportiva, nata sempre dalla matita di Giorgetto Giugiaro e che prese il posto della GTV: la Brera.

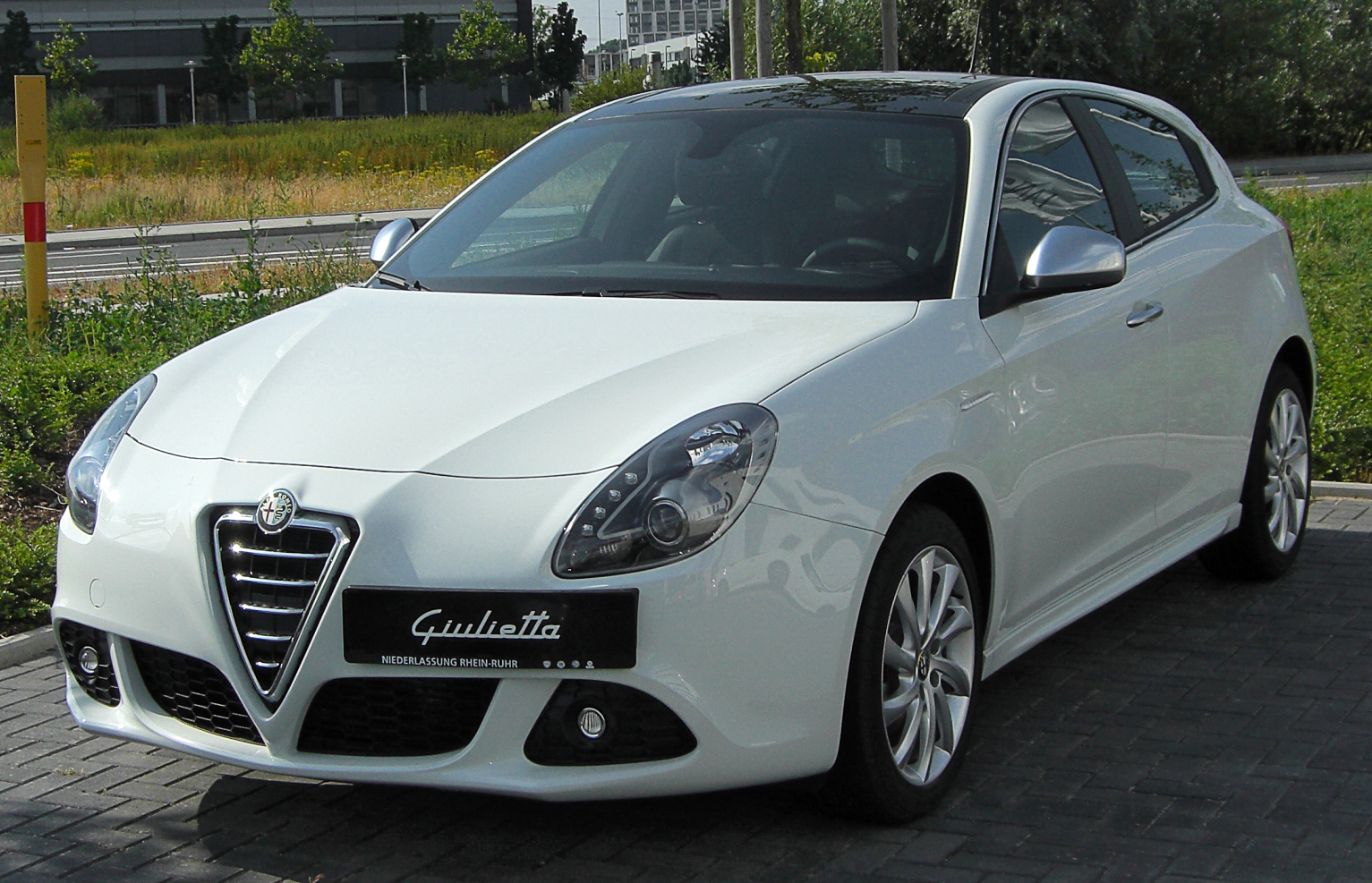
Un'Alfa Romeo Giulietta

Nel 2006 fu introdotta la nuova Spider, che era un'evoluzione della Brera e che sostituì il precedente modello omonimo. Il 2007 fu la volta del debutto della sportiva 8C Competizione, le cui forme vennero suggerite dalla 33 Stradale. Venne commercializzata in serie limitata e i 500 esemplari previsti furono tutti venduti appena introdotti sul mercato a facoltosi clienti. Era dotata di un motore V8 Maserati Squadra Corse da 4,7 l e 450 CV, che era assemblato dalla Ferrari e che derivava dal propulsore montato sulla Maserati 4200 GT. Il modello trasse il nome dalle vetture Alfa Romeo con motore a otto cilindri commercializzate negli anni trenta e quaranta e segnò il ritorno della casa del Biscione alla trazione posteriore. La vettura ebbe un ottimo successo e per tale motivo il gruppo Fiat decise di realizzarne anche una versione spyder, che entrò in produzione nel 2009. Anche della versione aperta ne furono assemblati solo 500 esemplari.
Nel giugno 2008 è avvenuto invece il lancio commerciale della compatta MiTo ("Mi" per Milano, dove nacque l'Alfa Romeo, e "To" per Torino, dove viene costruita), che è stata concepita per tentare di incrementare le vendite estendendo la gamma verso il basso. Si è posizionata al di sotto della 147 e - grazie alla sua immagine sportiva e dinamica - è stata pensata per attrarre il pubblico giovanile. La MiTo è basata sul Pianale FGA Small ed è stata la prima Alfa Romeo a essere assemblata nello stabilimento Fiat di Mirafiori. La MiTo è disponibile con una ricca scelta di motori e presenta un Cx decisamente basso (0,29), conseguenza di un approfondito studio sull'aerodinamica.

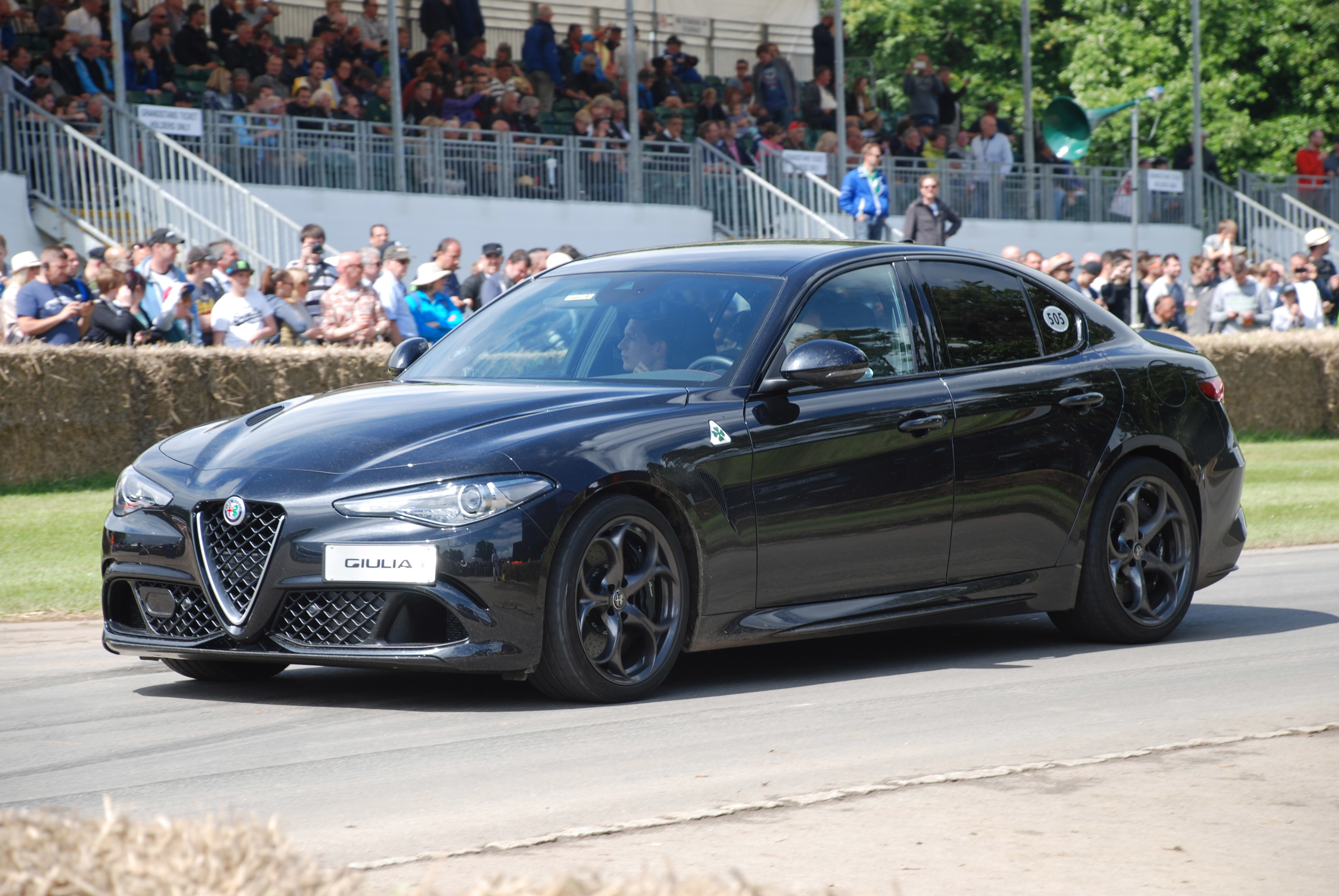
Alfa Romeo Giulia Quadrifoglio

Nel 2010, in occasione del centenario di fondazione della casa, l'Alfa Romeo ha presentato il modello che ha sostituito la 147, la Giulietta. La vettura è basata sul nuovo pianale FGA Compact e presenta caratteristiche meccaniche ricercate come il cambio a doppia frizione. La Giulietta, inoltre, è dotata del sistema start e stop, dell'Alfa Romeo DNA (introdotto sulla MiTo nel 2008), del controllo elettronico della stabilità e del differenziale Q2. Sempre nel 2010 la Zagato ha presentato la TZ3, che è stata assemblata in dieci unità (compreso l'esemplare one-off). In occasione del centenario si è avuta anche una razionalizzazione della gamma, con l'uscita di scena della GT, della Brera e della Spider.
Nel 2013 è entrata invece in produzione la 4C con la quale l'Alfa Romeo torna alla trazione posteriore in una vettura di serie (non limitata) dopo circa vent'anni. Il 24 giugno 2015, in occasione del 105º anniversario di fondazione della casa, è stata presentata al museo storico Alfa Romeo la Giulia cui è seguita, il 16 novembre 2016, la presentazione del primo SUV prodotto dalla casa, denominato Stelvio, che condivide pianale e motorizzazioni con la Giulia.
A fine luglio del 2018 è cessata la produzione della MiTo, che non ha avuto una immediata sostituzione nel suo segmento. 

## Gli anni duemilaventi
L'8 febbraio 2022 è presentato in anteprima mondiale il secondo SUV prodotto dalla casa, si tratta di un SUV di segmento C, denominato Tonale.
Nel 2023 è stata presentato il primo SUV di segmento B della casa, inizialmente chiamato Milano, e successivamente Junior.